# Jemappes
Cet article possède un paronyme, voir Jemmapes.
 (juillet 2017).
Si vous disposez d'ouvrages ou d'articles de référence ou si vous connaissez des sites web de qualité traitant du thème abordé ici, merci de compléter l'article en donnant les références utiles à sa vérifiabilité et en les liant à la section « Notes et références ».
Jemappes (prononcé /ʒəmap(ə)/) est une section de la ville belge de Mons située dans la province de Hainaut en Wallonie.

## Étymologie
Au cours du XIe siècle et du XIIe siècle, Jemappes est attestée sous les formes Gamappium (lors d'un premier archivage en 1065), Gamapium (1122) ou Gamapia (1150).
Jemappes tirerait son nom de la situation spéciale qu’il occupe sur les rives de la Haine et de la Trouille. C’est en effet au centre de son territoire que les deux rivières se rencontrent. Dès le VIIe siècle, le village est mentionné sous des graphies diverses, mais ayant toutes une origine identique. On transcrit également : Gemapna, Jemappes, etc., ("Gemapia" signifierait confluent, ce nom s'expliquant par sa situation au confluent de la Haine et de la Trouille)
On identifie deux racines indo-européennes : l'élément indo-européen gam, qui a été rapproché du grec gamein (marier) par Dittmaieret apia, apa, qui signifie 'eau', et qui serait un équivalent du latin aqua, 'eau', dans une langue propre au Nord-Ouest de l'Europe et qui ne serait ni celtique, ni germanique. Celle-ci, dénomée « vieil européen » (cf. Bloc du nord-ouest), aurait donné les terminaisons -ape, -appe, -eppe, -affe voire -ache, dans une zone s'étendant de la Normandie à l'Allemagne en passant par la Belgique. L’union des deux radicaux peut donc marquer « la double eau », « les deux eaux ».
Une autre explication serait que le nom a une origine germanique: ham + ab + a. 'Ham' signifie 'home, heim, -hem, -gem', maison, domicile; 'ab', près de; 'a', eau. Une rivière dans le nord de la France s'appelle 'Aa'. D'où : maison près de l'eau, ce qui correspondrait avec le site.[réf. nécessaire]
Dialectalement, cette forme est wallonne (avec Jemeppe), les équivalents picards et normands étant Gamaches, Gamaches-en-Vexin et Guémappe, et l'équivalent néerlandais Gempe.
L'instabilité constante de la graphie : Jemmape, Jemappe, Jemmappes, Jemmappe, Jemapes, etc. explique la forme française qui conserve un m géminé, d'où la prononciation [ʒemap] avec é.

## Armoiries
|  | Le scel échevinal de Jemappes, qui fut en usage du XVIIe au XVIIIe siècle, était un blason d'or à l'aigle bicéphale éployée de sable chargée en cœur d'un écusson écartelé; aux 1e et 4e : d'or au lion de sable, armé et lampassé de gueules ; aux 2e et 3e : d'or au lion de gueules armé et lampassé d'azur (le sceau rappelant les armes du comté Hainaut (les quatre lions) et la dignité impérial de certains comtes de Hainaut (l'aigle)). C'est ce sceau qui sera accordé comme blason communal par l'Arrêté royal en 1920. Blasonnement : D'or à l'aigle éployée de sable chargée en abyme d'un écusson d'or à quatre lions posés 2 et 2, le premier et le quatrième de sable, le deuxième et le troisième de gueules. - Délibération communale : 9 mars 1914 - Arrêté royal : 22 mars 1920 |
|  | La carte du Hainaut élaborée en 1774 attribuait à Jemappes de nouvelles armoiries. Il s'agissait d'un coupé ayant en chef un gironné d'or et de gueules de dix pièces et en pointe, l'azur plain,. |

## Évolution démographique
- Sources : INS, Rem. : 1831 jusqu'en 1970 = recensements, 1976 = nombre d'habitants au 31 décembre.
- 1880: Scission de Flénu en 1870
- 1976: Fusion avec Flénu en 1971

## Histoire

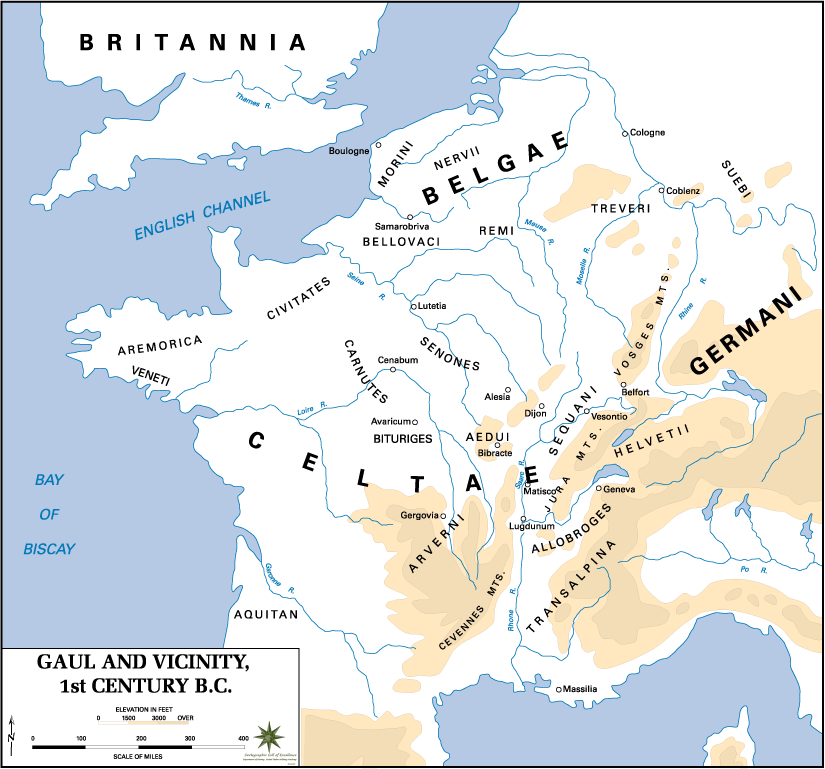
Situation des Nerviens au

40 siècles auparavant, à "Gamapia", il existait des carrières de silex au "Campiau", au "Mont Genestroit" et à "la Morette", c'est là qu'ont été retrouvés quelques outils en silex taillé de l'époque préhistorique tels que des haches, des pointes de fer et des grattoirs. Durant l'Antiquité, les Romains conquirent le territoire que les Nerviens de "Gamapium" avaient transformé, c'était la plus puissante des cinq tribus qui se partageaient la Belgique ancienne et elle vivait dans les parages de la Haine et de la Trouille avant de devenir un territoire de l'Empire romain jusqu'en 476 apr. J.-C.. La Pax Romana laissera d'ailleurs des fragments de céramique sigillée, des jattes à rebords, des cruches, une amphore, des médailles de bronze et des pièces de monnaie à l’effigie de l’empereur Commode attestant ainsi l'existence d'habitations au IIe siècle. 
Au Moyen Âge, Jemappes formait une seigneurie attribuée au comte de Hainaut à titre d'abbé séculier et haut avoué du chapitre de Sainte-Waudru en remerciement du soutien de Régnier 1er de Hainaut lors des menaces d'invasion au IXe siècle. C'est ensuite qu'il obtint rapidement un droit de propriété élevant Jemappes au rang de seigneurie dont l'autorité était exercée par un petit seigneur (un maïeur). En 1279, les archives stipulent que les 46 courtils qui y sont établis doivent fournir un demi-mouton au comte à la mi-mai de chaque année. Jemappes comptait environ 250 habitants et formait alors une mairie héréditaire qui appartint aux familles de la Motte, de Beaurieu, de Vertaing, de Griffon, de Masnuy, etc.
Progressivement, les Comtes du Hainaut appauvris durent vendre leurs terres, Jemappes fut retranché en fiefs et en domaines : Dormon, de la Motte, Bagenrieux et Le Louchier (ces deux derniers de Jéricho). La Charte de franchises et libertés de Jemappes date du 16 avril 1328. 

### XIIIesiècle- exploitation agricole
C'est sur 800 ha que s'étendait le village de Jemappes, voisin immédiat de Mons formant une sorte de défense car constitué de marais provoqués par les débordements constants des rivières dont les eaux se déversaient dans les terrains. Les marécages étaient un élément stratégique de défense et s'étendaient du Fonds des Reines jusqu'à Ghlin. En 1379, Albert de Bavière fit réviser la navigation fluviale sur la Haine et la Trouille en faisant exécuter les premiers travaux près des rives en vue d’assécher les marais qui provoquaient des inondations dévastatrices et qui étaient la préoccupation constante des autorités. Les hauteurs boisées se prolongeaient vers la forêt d'Eugies, le bois de Colfontaine et le bois de Flénu abritant une faune abondante, on pouvait y chasser des loups. 

#### Le début des charbonnages
En Europe, la houille est utilisée depuis le XIe siècle comme combustible pour le chauffage. À la fin du XIIe siècle, l'exploitation de la houille sous la ville débute et apparaissent déjà des concessions de droit de charbonnage, des vieux documents parlent de "fosses de mort" exclusivement sous l'autorité du Comte de Hainaut qui en prélève une redevance. Après avoir décelé la présence de minerai, un seigneur accorde aux charbonniers le droit d'extraire la houille sous son terrain, des puits sont creusés jusqu'à 150 m de profondeur et surmontés de leviers manuels.
Sauf pour les galeries exhaures, on évacue par baquets et ensuite avec des pompes l'eau infiltrée dans la mine mais cela représente un réel danger. C'est vers le XVIe que certaines exploitations réussissent à moderniser les installations d'évacuation d'eau. Les petites mines de houilles se multiplient alors dans la région, les fosses "Griffon", "Moulin à vent", "Jean Monnecoy" et de "Mourette". Ensuite, les fosses "Horbette", "Damien", "Gillet", "Grande Pucelette", "Petite Pucelette", "Veine à Manches", à "Cayaux", "Veine du Renard", "Dure Veine", "Grand Buisson", "Hostenne" et la dernière créée en 1774 la "Belle et Bonne" (dont la concession date du 30 juin 1830). Les exploitations plus grandes se forment aussi "La Grande Auflette", la "Sorcière", "Rattend-tout", le "Grand Moulin", la "Veine à Forge" et "Les Rouges Veines". En 1866, Flénu est un hameau industriel de Jemappes, mécontents de la fiscalité Jemappienne, les dirigeants des houillères introduisent une demande de séparation.

#### 1691 - La guerre de Neuf Ans
Lors de la Guerre de la Ligue d'Augsbourg en 1691, les Français occupent toutes les avenues qui aboutissent à Mons. C'est au matin du 16 mars qu'arrivent à Jemappes les premiers chariots transportant les munitions d’artillerie, le lendemain, pour faciliter leurs communications entre Mons et Nimy, les Français détournent la Trouille pour empêcher les assiégés de provoquer des inondations protectrices.

### 1792 - La bataille de Jemappes
La bataille de Jemappes du 6 novembre 1792 fut gagnée par les armées de la France révolutionnaire aux ordres du général Charles François du Périer dit Dumouriez contre celles des Autrichiens commandées par le duc autrichien de Saxe-Teschen et des généraux belges Clerfayt et Baulieu : les portes des provinces belgiques sont ouvertes à la Révolution. Celles-ci repasseront sous contrôle impérial après la bataille de Neerwinden (1793).
Cette bataille fit 6 000 morts (2 000 Français et 4 000 Autrichiens). Elle se déroula le long de la vallée de la Haine depuis Elouges, Boussu, Hornu, Quaregnon, Jemappes, Cuesmes et Ciply.
En 1795, après le retour des Français et l'annexion de la Rhénanie et des Pays-Bas autrichiens, la bataille donne son nom au département de Jemmapes formé approximativement de l’ancien Hainaut, ayant pour chef-lieu Mons et pour sous-préfectures Tournai et Charleroi.
À Jemappes, avant la première guerre, on voyait au chemin des Mal-Peignés (près du cimetière du Campiau-Flénu) une levée de terre autrichienne, une redoute de deux mètres de haut, vestige de la bataille. Depuis les transformations de la butte du Campiau, les vestiges ont été balayés, certaines fosses boraine auraient d'ailleurs pu servir de sépultures aux soldats tués lors du conflit, il s'agit des fosses du Turlupu situées face au cimetière de Flénu et du 20 des produits près de la rue de la fonderie à Quaregnon.

#### La ferme du Moulin

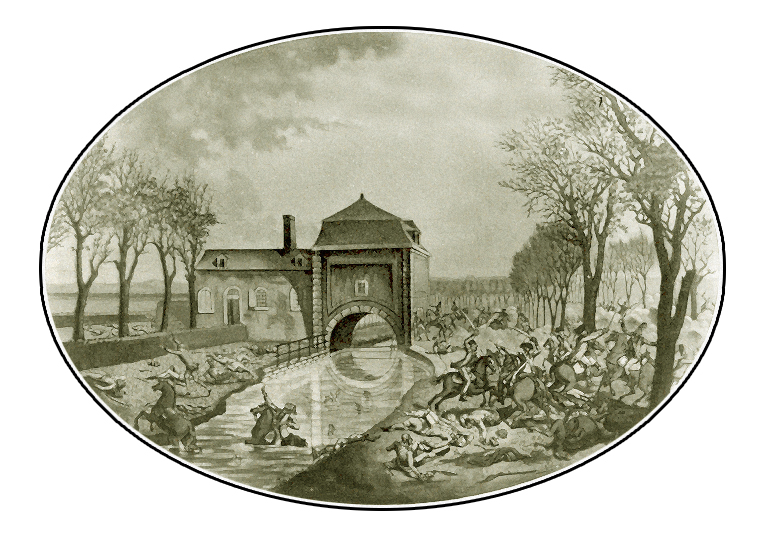
Ferme de la marmite (Avenue Wilson)

Aujourd'hui disparu, le site était jadis à cheval sur Cuesmes et Jemappes délimité par la Trouille. La rive gauche était située sur Cuesmes et la rive droite sur Jemappes. Il s'agit du site de la Ferme du Moulin (ou de la Marmite) avec l'ancienne écluse de la Trouille dite aussi "barrage de la Trouille". Avant le détournement de la Trouille, au début du XXe siècle, l'affluent de la Haine passait par une arche visible sur la gravure de la bataille de Jemappes ci-contre.

### 1830 - Dans la Belgique indépendante
Depuis la proclamation de l’Indépendance de la Belgique en 1830, Jemappes a connu quatorze bourgmestres :
- 1830 : A. Beumier ;
- 1855 : A. Cardinal ;
- 1857 : A. Beumier ;
- 1869 : A. Delaunois ;
- 1884 : E. Scokaert ;
- 1904 : E. Descamps ;
- de 1908 à 1911 et en 1921 : G. Debersé ;
- 1921 : Arthur Durant ;
- 1924 : Léon Flament ;
- 1926 : Fernand Pamart ;
- 1939 : Félix Réghem ;
- 1940 : J. Brasseur ;
- 1945 : Félix Réghem ;
- 1953 : Louis Lévêque ;
- de 1959 à 1976 : Henri Deruelles, le mayorat de ce dernier a pris fin à la suite de la fusion des communes, depuis, Jemappes est intégrée à l’entité montoise.

Le 25 octobre 1836 à 10 h du matin, une émeute éclate sur la place de Jemappes à cause du règlement des houillères (faisant un mort). En avril 1948, une grève de deux semaines est déclenchée par les mineurs de Belle-et-Bonne, des Produits et du Haut-Flénu contre la réduction des salaires, l'interdiction des cabarets et la suppression des livrets et se termine le 17 avril.
En 1857, Jemappes fut le théâtre d'émeutes particulièrement violentes à la suite du vote de la « loi des couvents » par une chambre majoritairement catholique. Les opposants à la loi manifestaient alors violemment dans tout le pays (Bruxelles, Anvers, Gand, Liège), mais c'est à Jemappes que l'incident le plus grave eut lieu : les manifestants saccagèrent puis mirent le feu au couvent de frères de la doctrine chrétienne et les religieux durent s'enfuir pour échapper à la colère populaire.
Fin du XIXe siècle, les Jemappiens sont montés vers Mons avec des fourches pour protester contre le statut de l'ouvrier. Ils ont été reçus par la garde civique montoise à la hauteur du Pont-Canal, à proximité de l'actuel rond-point des Grands-Près. Fourches contre fusils, l'on comprend aisément qui a gagné...
Cette émeute fratricide a donné son origine à la haine ancestrale des Jemappiens envers les Montois, estompée de nos jours avec les jeunes générations. Elle a souvent été matérialisée par des inscriptions brancardées dans le village telles que « Nuts à Mons ! » (surtout lorsqu'on a parlé de la fusion des communes) ou le célèbre « Vive d'Jumap', à-bas les Montois! » dont une chanson a été écrite et qui est encore chantée dans les milieux ou familles de Jemappiens purs et durs, encore une fois, rarement âgés de moins de 50 ans…

### 1869 - Les laminoirs de Jemappes
En avril 1863 est créée la société des Laminoirs, forges et fonderies de Jemappes par Victor Demerbe afin d’y pratiquer le puddlage.
En 1873 une puissante explosion détruit six tours provoquant la mort de quatorze hommes sous les débris de la construction. À l’époque cette industrie faisait figure de proue en matière d’affinage du fer, elle employait jusqu’à six cents personnes et y développa en 1884, un affinage de la fonte brute sous forme de billettes pour en extraire l’acier, Procédé Thomas-Gilchrist. 
Toujours à la pointe de la technologie, la commande des trains des laminoirs avait été électrifiée en 1903 et des aménagements furent encore réalisés jusqu’en 1950, Malgré la modernisation des installations, en raison de nombreuses difficultés et à la suite de la crise de la sidérurgie, cette société devenue pourtant auto-productrice d'aciers de qualité fermera ses portes en 1977.

### 1914
Le 23 août 1914, l'armée impériale allemande exécute 11 civils lors des atrocités allemandes commises au début de l'invasion.L'unité mise en cause est la 6e DI - Division d'Infanterie-.

### 1944 - La libération de Jemappes
C'est le matin du 2 septembre 1944 que des pilotes alliés prennent en enfilade un convoi allemand entre l'institut Saint-Ferdinand et l'entrée de Quaregnon, l'avenue est couverte de débris d'engins militaire et de chevaux morts. À 17 h 30, alors que des camions sont incendiés, le front de l'indépendance s'engage dans un combat contre les Allemands, causant 22 morts et 6 prisonniers. Vingt minutes plus tard une escouade se met en route pour rassembler les effectifs.
À 18 h, La "TF Lovelady" de la formation militaire "Combat Command B" (CCB), arrive de Flénu au coq de Jemappes pour faire feu sur les ambulances et le poste de secours allemands. En descendant sur la chaussée Mons-Valencienne, ils tombent sur un convoi allemand en provenance de Quaregnon. La colonne allemande est anéantie, des corps des soldats et des chevaux gisent près d'un immense brasier. La TF se dirige ensuite vers la place de Jéricho pour ensuite franchir le pont du canal de Mons à Condé pour se rendre à Ghlin.
Avec ce qu'il leur reste d'armes, les membres de la résistance interviennent à nouveau et font 27 prisonniers dont un major et 14 officiers, quelques Allemands ripostent et se lancent à l'assaut et incendient la villa du Dr Martin. Des patrouilles arrivent finalement à chasser l’ennemi qui se tient à présent à l'ouest de la localité, d'autres troupes ennemies contourneront la ville pour éviter les troupes alliées. En début de soirée, la gare de Jemappes est prise d'assaut par les Alliés qui délogent quelques Allemands. Cette nuit-là, les résistants ouvriront le feu sur les SS de la Luftwaffe au château Frère.
Bilan du 2 septembre 1944
- Exécution sommaire : deux hommes exécutés.
- Rue Croisette et rue Danau : six hommes tués.
- Avenue Foch, Château Frère et villa du Dr Martin : cinq hommes, une femme et deux frères tués.

#### Les tueries de Jemappes
Dans la matinée du 3 septembre 1944, des forcenés se livrèrent au pillage et au massacre de plus de soixante personnes. Des documents militaires retrouvés sur les lieux des massacres démontrent que les auteurs des crimes appartenaient au Fallschirmjäger à la 17. Luftwaffen-Feld-Division ainsi qu'à la Stabskompanie du Wolga-Tartaren Bataillion dépendant de la Kustenschutz,.
Bilan du 3 septembre 1944
- Avenue Demerbe : 16 hommes fusillés en représailles.
- Parc communal : 12 hommes fusillés en représailles.

### 1961 fermeture des charbonnages
Fermeture définitive des dernières mines, les mines qui étaient exploitées avec concessions sont celles d'Ostennes (1820), Auflette (1812), Produits (1813), Horiau (1811), Bonnet Roi (1812) et Grand Buisson (1811).
En 1971, Flénu fusionne avec Jemappes, le 18 février, lors de la première fusion des communes, Flénu revient dans le giron de Jemappes et forme à nouveau la ville de Jemappes, conservant les armes octroyées par A.R. du 22 mars 1920. 
En 1977, l'entièreté de la commune de Jemappes fusionne avec 18 autres communes pour former le « Grand Mons ». Actuellement[Quand ?], Jemappes fait partie intégrante de la ville de Mons.

## Curiosités

### Le coq

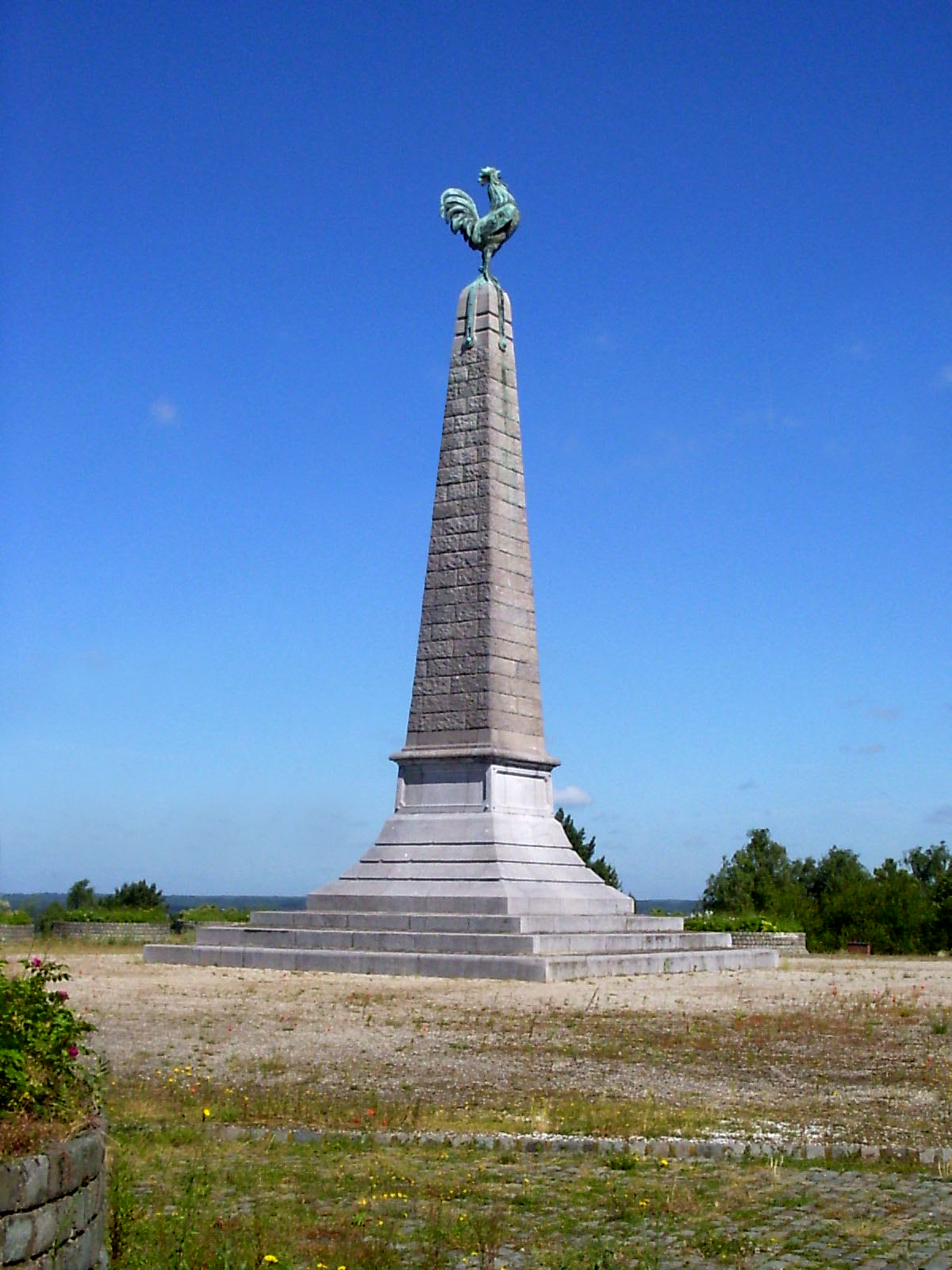
Le coq de Jemappes en 2008.

Un monument dressé sur la butte du Campiau sur l'initiative du socialiste Jules Destrée, le "Coq de Jemappes", commémore la victoire française de la bataille de Jemappes. Il s'agit d'un obélisque en pierre bleue d'Ecaussinnes, surmonté de la statue métallique d'un coq gaulois de plus de deux mètres créé par le sculpteur Jean Gaspar. Une inscription sur le socle mentionne « Jemappes 1792 » l'ensemble d'une hauteur de plusieurs mètres a été conçu par l'architecte Eugène Bodson, de Saint-Ghislain et sa construction fut réalisée par l'entreprise FAC (Fernand Abel Carmon) à Frameries. Le monument fut inauguré une première fois le 24 septembre 1911, lors du congrès montois de l'association Les Amitiés françaises. Le coq, tourné vers l'Est, nargue les peuplades germaniques qui ont perdu la bataille et qui s'en empareront en août 1914 lors de la Première Guerre mondiale. Il sera reconstruit en 1922, sculpté par Charles Samuel et sera remis en état pour la seconde inauguration du 21 mai par les mêmes bâtisseurs et chaque année le 6 novembre, une commémoration a lieu sur le site. Le coq est un coq français car il a les deux pieds au sol. Le coq wallon est hardi c'est-à-dire avec la patte droite levée.
Un canon de la bataille de Jemappes se trouve au pied de l'édifice, vestige de l'affrontement entre l'Autriche et la France. Il fut découvert par Arsène Bruniau en 1934 à Wasmes et enterré à proximité. En 1955, il fut à nouveau exhumé, vendu à l'administration communale de Jemappes et placé sur la façade de l’hôtel de ville. C'est sur l'initiative de la ville de Mons qu'il est désormais installé sur le site du coq.

#### La Cité du Coq
C'est après la Première Guerre mondiale que sont construites à l'entour du site les premières cités ouvrière, appelées "baraquements" ou "pavillons", car construite sur des socles en maçonnerie et revêtues d'une toiture en tuile. Après la Seconde Guerre mondiale, la société de logements "Le Foyer Jemappiens" construit sur des terrains ayant appartenu en majeure partie aux charbonnages, les premières habitations de la « cité du Coq ». Celles-ci sont de deux types : des maisons unifamiliales, conçues pour des familles nombreuses ou plus restreintes et des appartements au sein des blocs de trois ou quatre étages.
Les constructions les plus récentes sont les tours à 12 niveaux, les Résidences Elsa Triolet et Flora Tristan construites en 1977 et rénovées en 1997.

### Les monuments

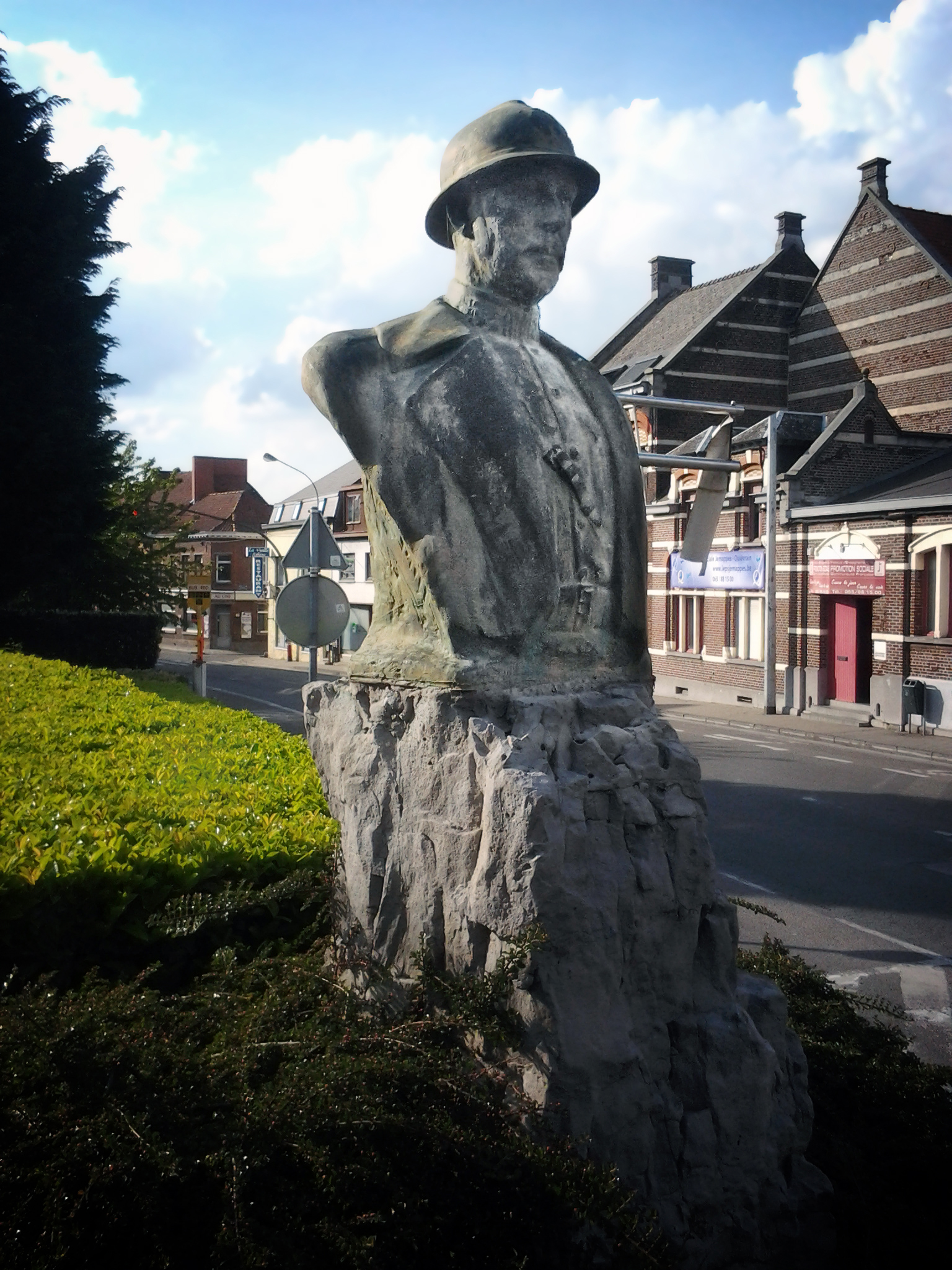
Le nouveau buste en résine du roi Albert Ier à Jemappes

Le buste du roi Albert Ier Casqué, situé le long de l'Avenue qui porte son nom. 
C'est sur initiative de l'association nationale "Les Vétérans du Roi Albert" qu'il a été permis de construire ce monument, à la suite d'une tombola nationale afin de récolter les fonds nécessaires à sa construction. C'est au sculpteur montois Gustave Jacob que s'est adressée l'association, lui qui était déjà à l'origine du buste du souverain se trouvant dans la Pelouse d'Honneur du cimetière de Mons. La commune a cédé une partie de son territoire pour installer ce projet, sur l'avenue du Roi Albert, au lieu-dit "La Cloque au Feu", où un petit square a été aménagé.
Le socle du buste n'est autre qu'un fragment de roche de Marche-les-Dames, pris sur les lieux où le roi Albert Ier est mort le 17 février 1934. À l'intérieur de celui-ci, une cartouche a été dissimulée, comportant l'acte officiel du monument et la liste des personnes qui ont permis sa construction. En septembre 1950, le prince Baudouin est venu inaugurer le monument érigé en mémoire de son grand-père, en présence du gouverneur de la province de Hainaut, des autorités communales, de la Musique et de la Force Navale
Parce qu'il est en bronze, il a été volé dans la nuit du vendredi 18 au samedi 19 mai 2007. Probablement fondu pour rapporter quelques euros en cette période de crise métallurgique, il a fait le bonheur d'un ferrailleur mais l'indignation de toute la population. Le 11 novembre 2008, une reproduction identique en résine a pu être établie sur base du plâtre du buste que possède la ville et a été placée sur l'ancien socle.
Le monument des déportés et victimes civiles,  situé à l'intersection de l'avenue du Roi Albert, de l'avenue Wilson et de la rue de Cuesmes porte l'inscription suivante: "JEMAPPES
À SES ENFANTS - PASSANT SOUVIENS-TOI" il s'agit d'un monument dédié aux victimes civiles des deux guerres qui remplace l'ancien monument qui était dédié aux déportés et victimes civiles de la Première Guerre Mondiale et dont les inscriptions se limitaient à PASSANT SOUVIENS-TOI. L'actuel monument est bordé par deux plaques commémoratives, l'une (à gauche) pour les déportés et victimes civiles des guerres et l'autre (à droite) pour les soldats prisonniers de guerre et politiques et des résistants. L'ancien monument a été détruit par les allemands lors de la seconde guerre mondiale, il s'agissait d'un monument sculpté qui comportait les noms des cinquante-huit victimes.
Parmi les nombreuses victimes on pouvait compter le jeune Maurice Delhaye qui a été tué lors des Atrocités allemandes en 1914, sur sa tombe située au cimetière de Jemappes, on peut lire la mention suivante: "Candidat notaire lâchement mis à mort par les barbares de la Germanie le 23 août 1914", il avait 23 ans. Le petit Léon Delalieux, victime de guerre, mort à l'âge de douze ans, Ida Bouillez une jeune de fille de treize ans abattue devant la porte de sa maison et son père Clément Bouillez, fusillé en voulant la transporter chez un médecin.
Le monument des combattants 1914-1918, situé sur la place des fusillés, au croisement de la rue Clemenceau et de la rue du couvent. Il est l’œuvre d'Henry Lacoste. Il porte les inscriptions suivante "AUX SOLDATS DE JEMAPPES 1914-1918" et les cinquante-deux noms des victimes. Le monument ressemble à une tourelle d'église soutenue par six casques militaires ornés d'une tête de lion. Le parterre qui entourait la sculpture était garni d'arbustes mais devenu aride de nos jours, il est cependant toujours garni de fleurs le 11 novembre de chaque année.

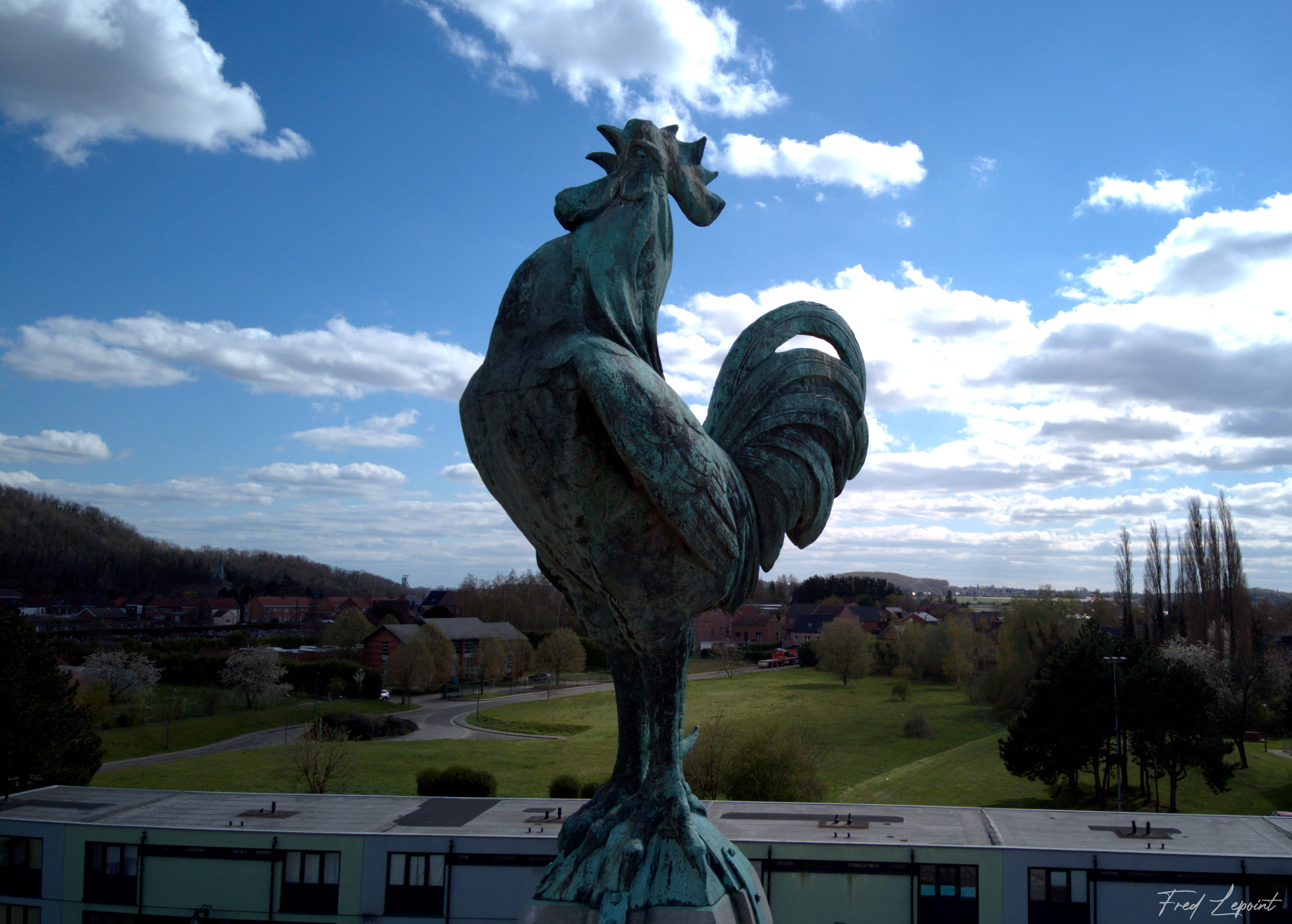
Le monument du Coq.
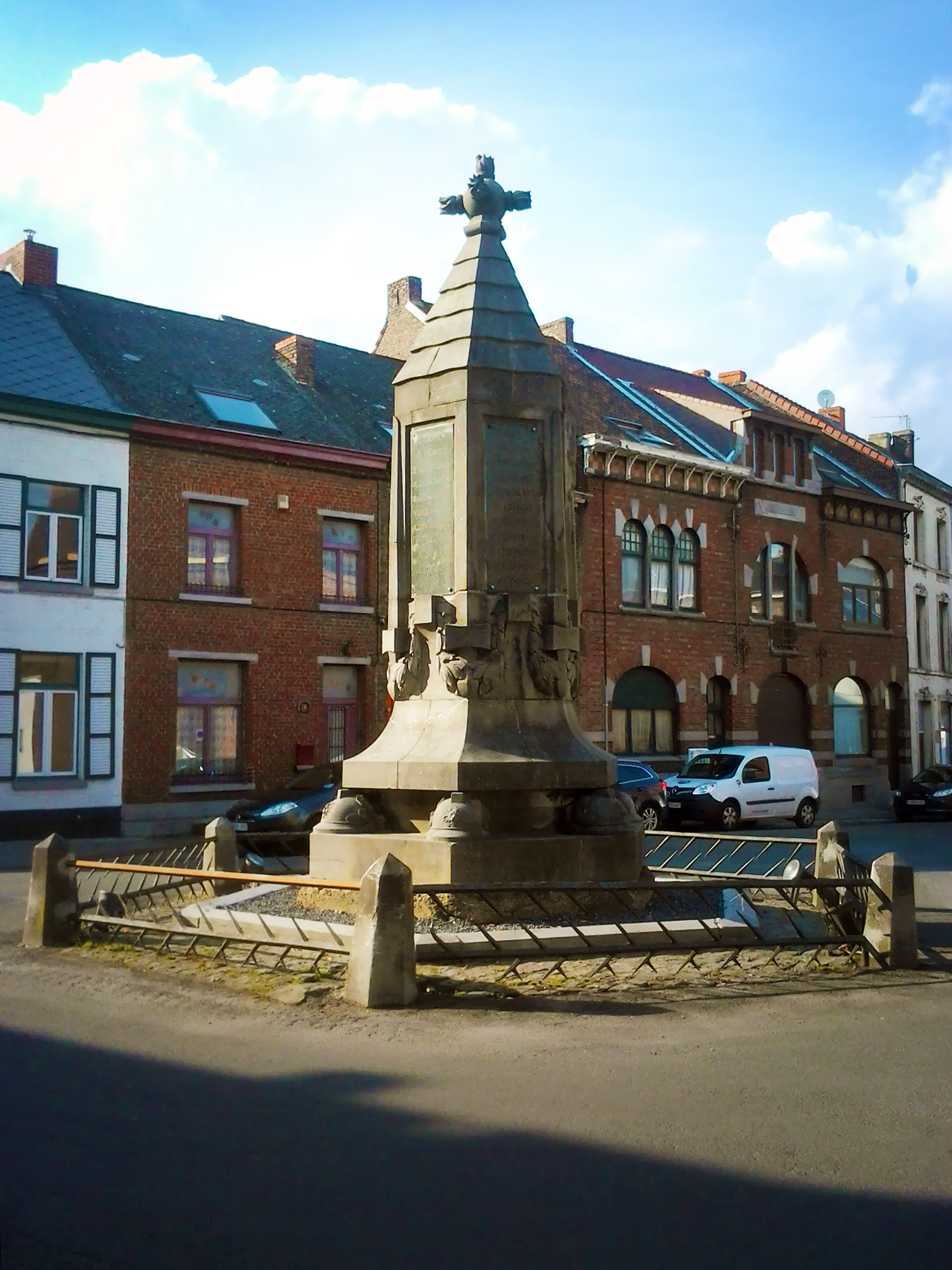
Monument des combattants 1914-1918 en 2014.
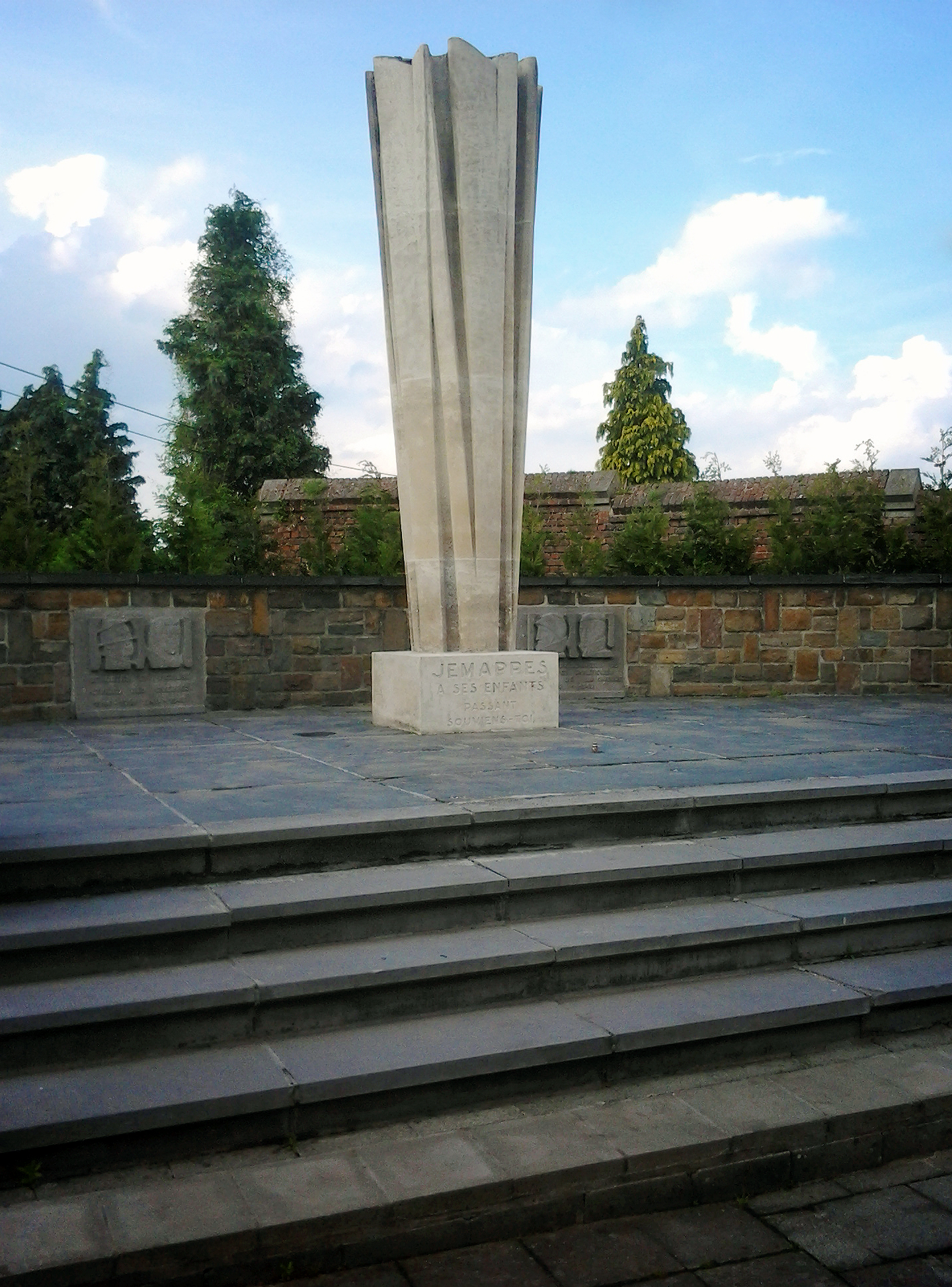
Monument des déportés et victimes civiles en 2014.
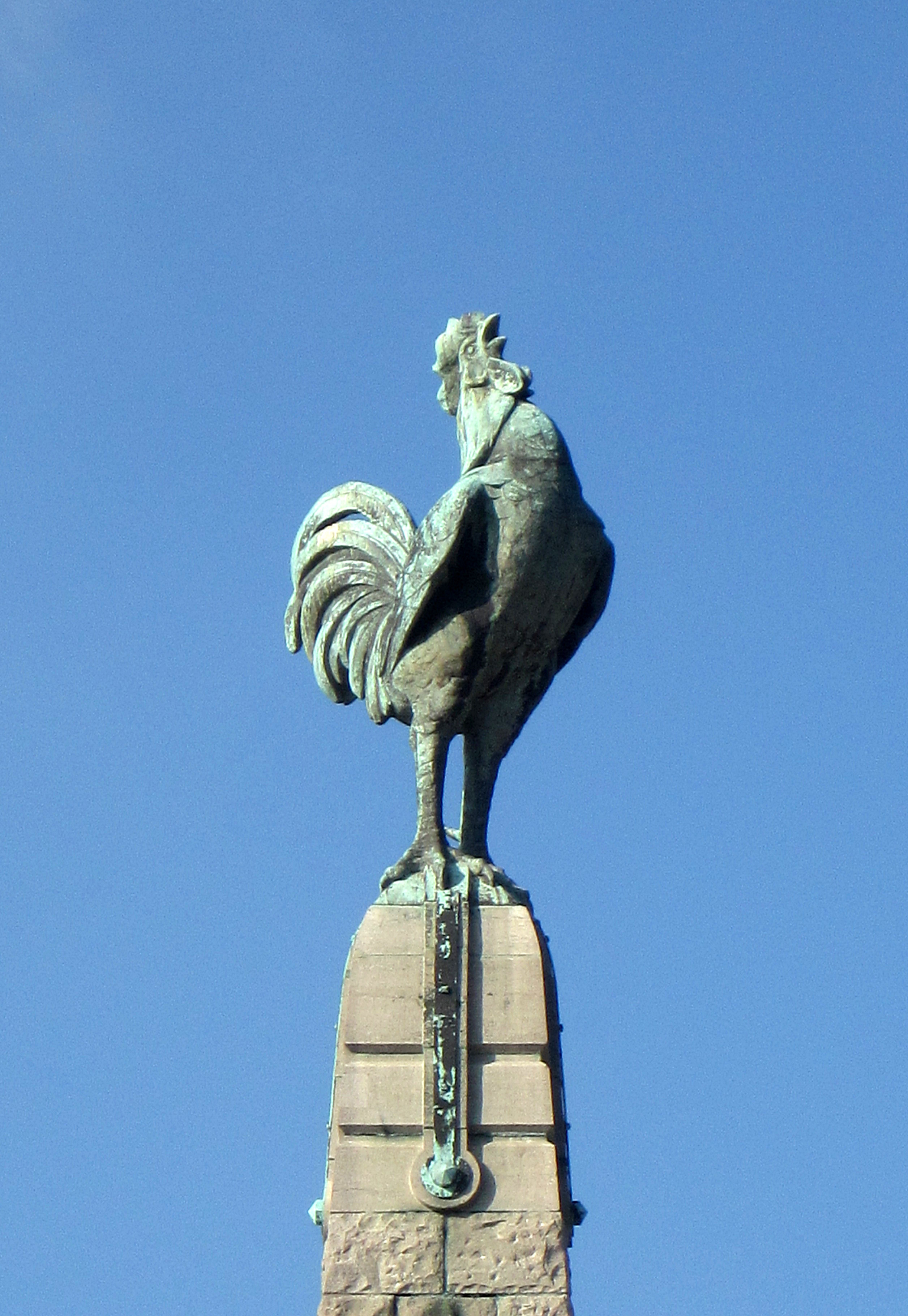
Monument commémoratif de la bataille de Jemmappes.
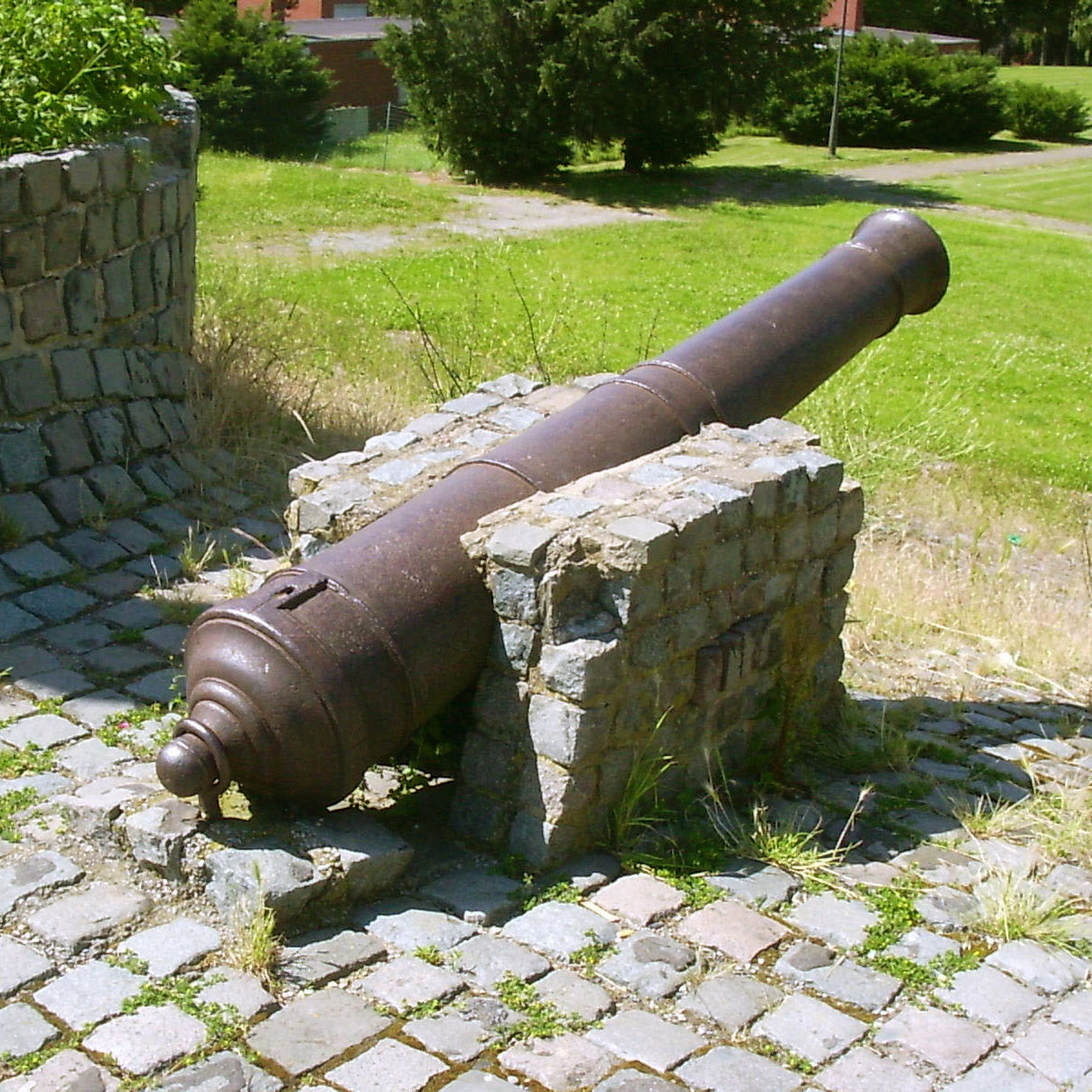
Le canon de la bataille de Jemappes.
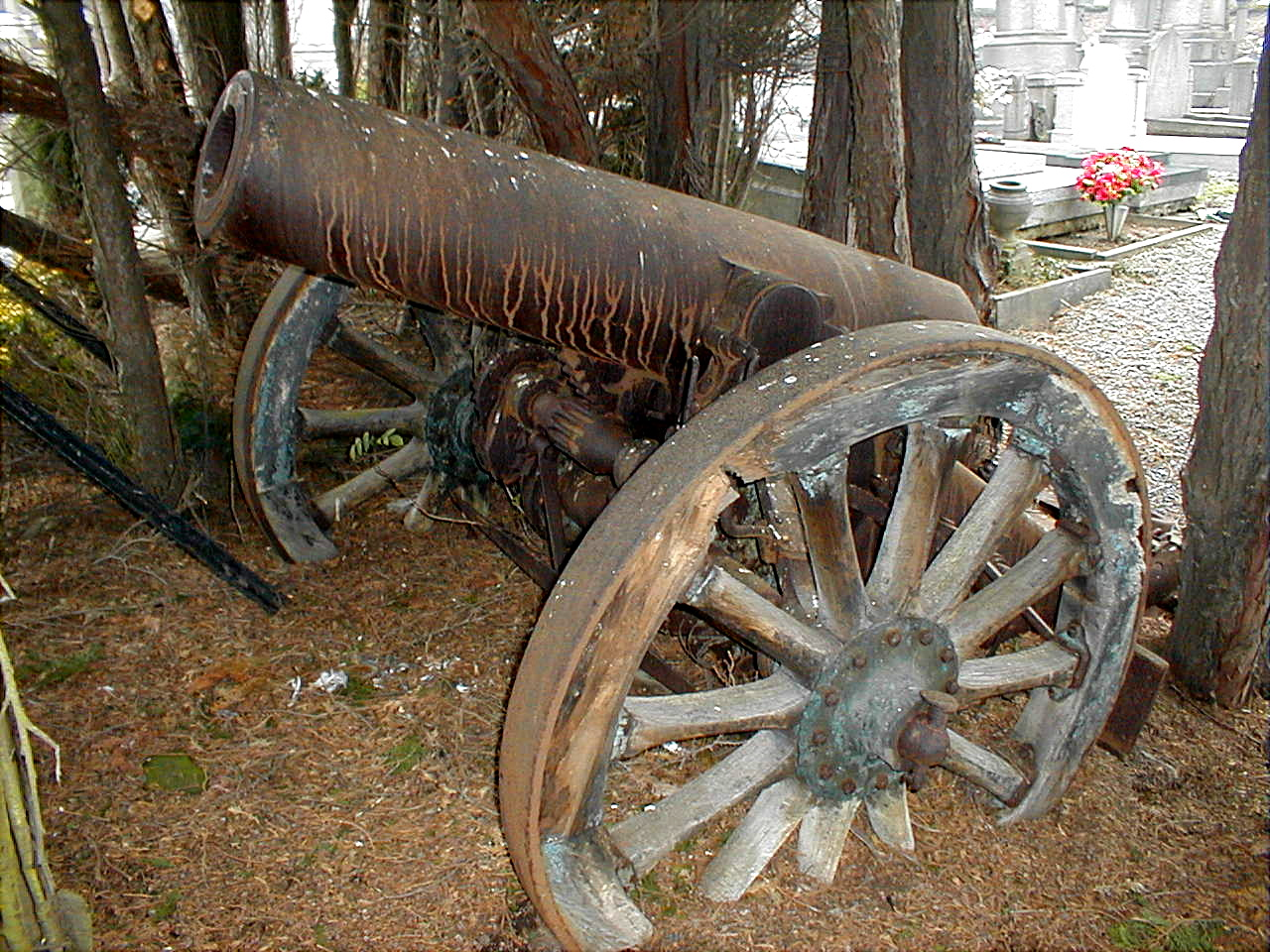
Canon dans le cimetière de Jemappes

### Le parc communal

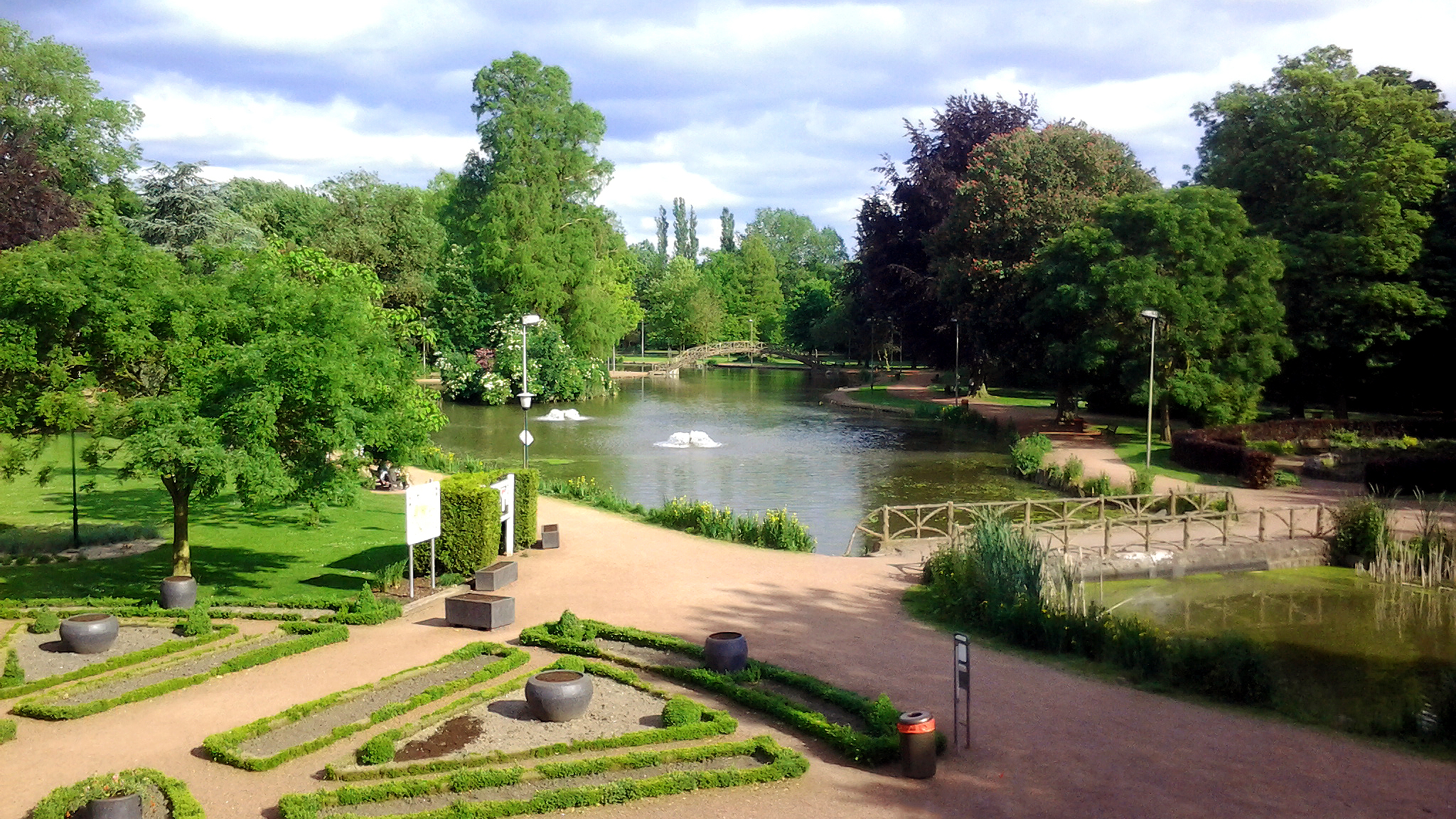
Vue du Parc de Jemappes.

À quelques minutes du centre ville en direction de Ghlin, se trouve le parc communal de Jemappes, ensemble arboré de 20 ha, Il comporte en effet deux vastes étangs de pêche, un parcours de santé, un club de tennis, un arboretum comptant des arbres centenaires d’essences multiples et de magnifiques parterres floraux assurent sa réputation auprès des botanistes. Le centre de loisirs est établi sur l'ancien domaine de la famille Guillochin conçu pour le comte du Val de Beaulieu (fin du XVIIIe siècle), dont subsistent des vestiges fort intéressants : le splendide corps de logis "La Roseraie", une demeure à la française construite par l’architecte Dubelle en 1785, la chapelle œcuménique de Style néogothique construite en 1869 et une glacière surmontée d'une gloriette.
C'est la station de pompage de Cuesmes qui alimente les points d'eau où gardons, tanches, carpes, brochets, ablettes, goujons et truites font la joie des pêcheurs.

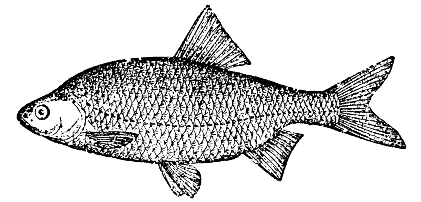
Gardon.
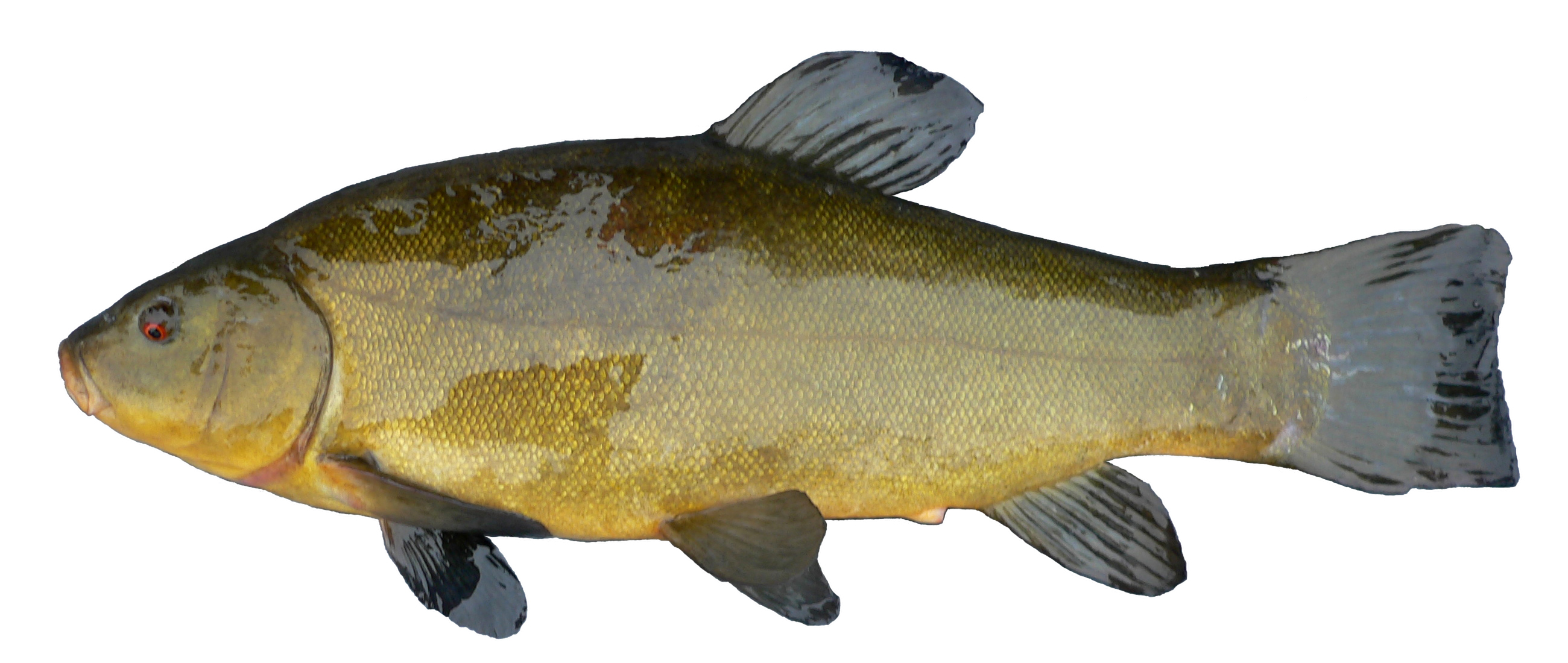
Tanche.
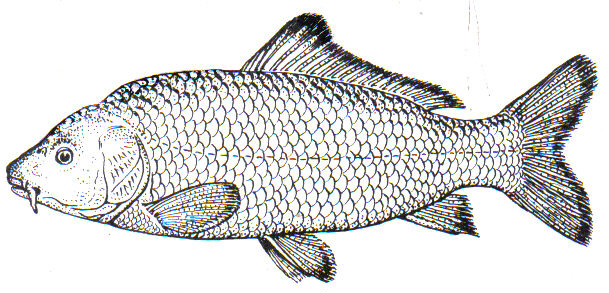
Carpe.
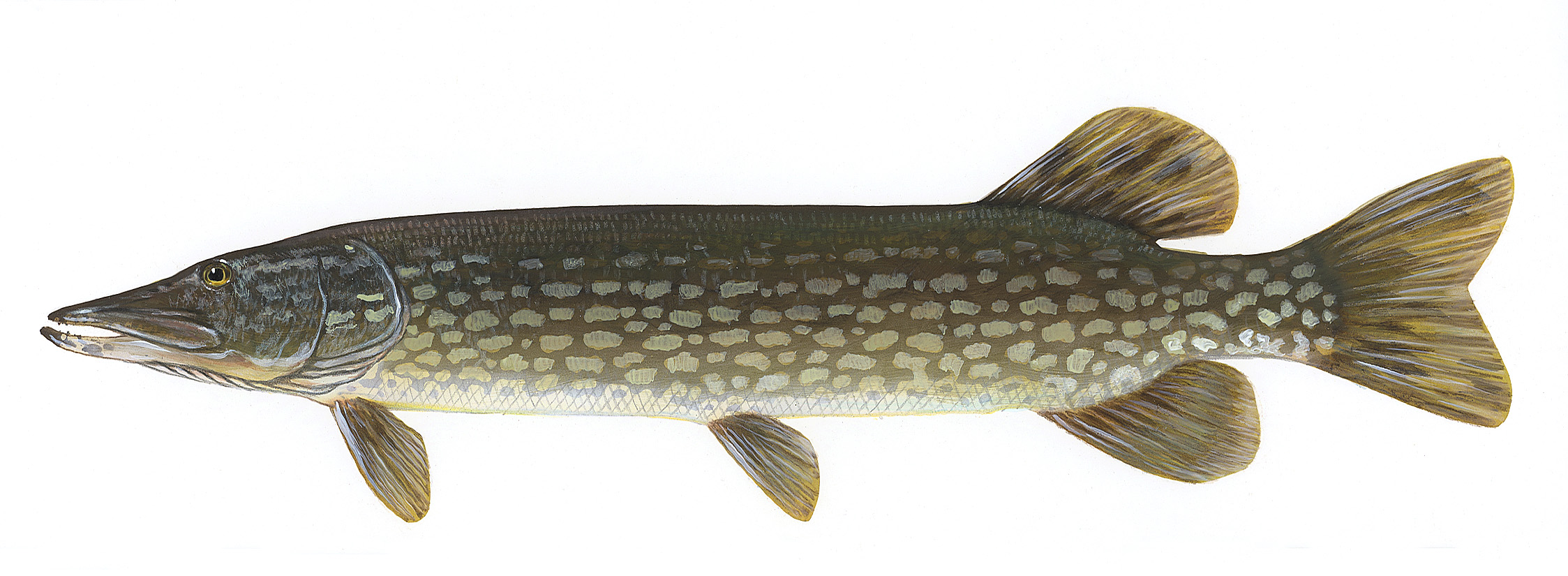
Brochet.
Ablette.
Goujon.
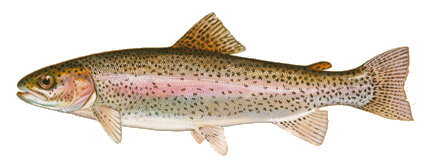
Truite.

#### Le Château Guillochain

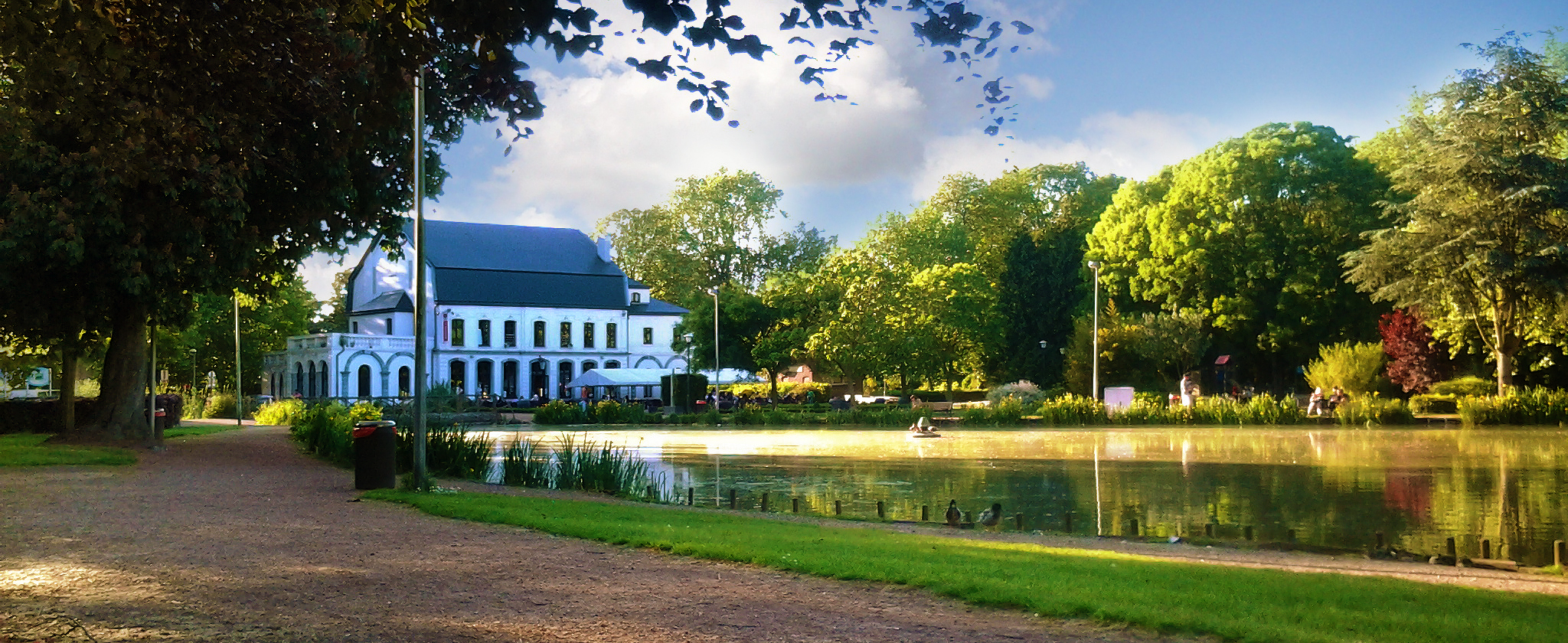
Le Château Guillochain en 2014.

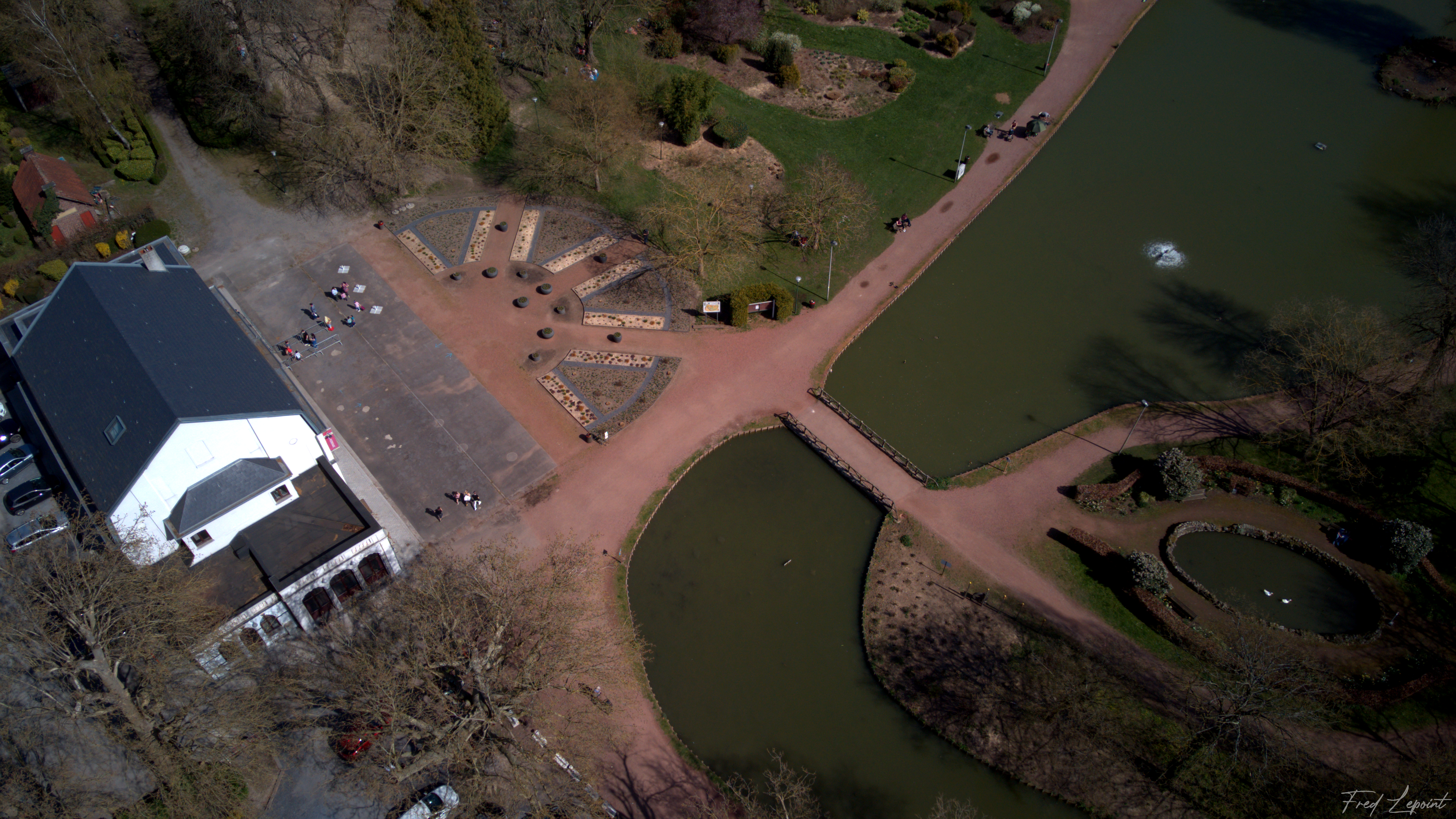
Le Château Guillochain dit la Roseraie.

En 1785, Monsieur Fontaine, alors financier de la ville de Mons, fait construire par l’architecte Dubelle sa seconde demeure sur un terrain ayant des points d’eau alimentés par la Haine. Le parc qui l’entoure est élaboré avec l’aide du Comte du Val de Beaulieu et permet d’abriter la famille dès 1787. 
En 1919, le Conseil Communal de Jemappes décide d’acheter les ruines du château pour 122 000 francs belges et le bourgmestre de l’époque, Monsieur Debersé, acquiert six hectares de prairies. En 1923, le château restauré est donné en location par l’Administration Communale. 
En 1923, La famille est anoblie par le Guillaume Ier des Pays-Bas, cette famille qui n’a qu’une descendance féminine est remplacée par la famille des Comtes de Guillochin, puis à Paternostre Guillochin et en 1914, la propriété appartient alors à Monsieur Legrand.
La construction est incendiée par les Allemands lors de la Première Guerre mondiale épargnant une chapelle gothique érigée en 1869 en mémoire de Charle-François Guillochain et un Belvédère sous lequel était établie une glacière où déposer des marchandises périssables. L’hiver, cette cave accueillait en période de gel, des gros blocs de glace issus de l'étang adjacent qui se conservaient grâce à la basse température qu’elle abritait tout au long de l'année. 
En 1958, la gestion de ce parc est confiée à une asbl : " Parc communal Jemappes ". Des travaux de rénovation sont entrepris (pont bien connu des photographes de mariage, curage des étangs, renforcement des berges, éclairage, démolition de constructions vétustes, création d'une plaine de jeux pour enfants…). 
En 1976, une zone attenante de 6,3 hectares est aménagée pour y accueillir le futur arboretum et compte alors 20 hectares de superficie actuellement.

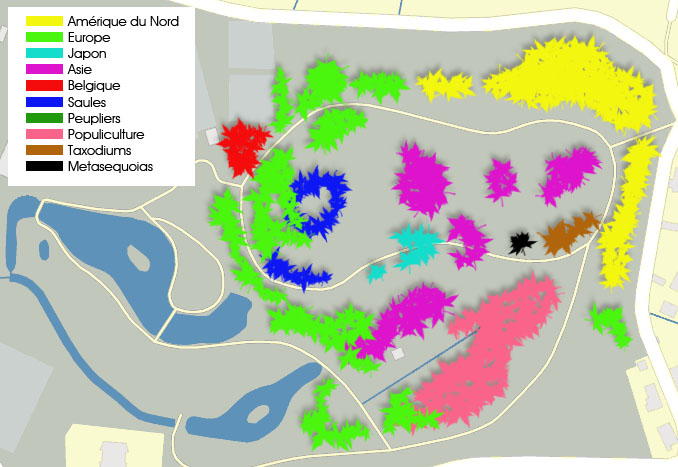
Plan d'aménagement de l'arboretum du Parc de Jemappes.

En 1991, le Parc devient arboretum comprenant quatre zones distinctes: européenne, méditerranéenne, asiatique et américaine. 
On y distingue des Chêne de Hongries, des Pterocarya stenoptera, des Chênes Daymio, des Elaeagnus umbellata, des Peupliers de Chine, des Érables à écorce de papier, des Érable de freeman, des Pterostyrax hispidus, des plaqueminiers du Levant, des  Ébénacées, des Séquoias géant, des Cupressinées, des Taxodiums, des Metasequoias et des Frênes rouge de Pennsylvanie.
Au total, on y plante 345 essences différentes, totalisant près de 11 000 plants. Un club de pétanque y est aménagé derrière l'ancien château et le Royal Tennis Club de Jemappes qui propose 11 terrains situé au-delà d'un parc de jeux pour enfants.
C’est en 2010 que la dernière restauration organisée par la ville de Mons, permet la réparation de la toiture, de pont en béton et aussi d’aménager une salle de réception à l’étage.

### La maison communale

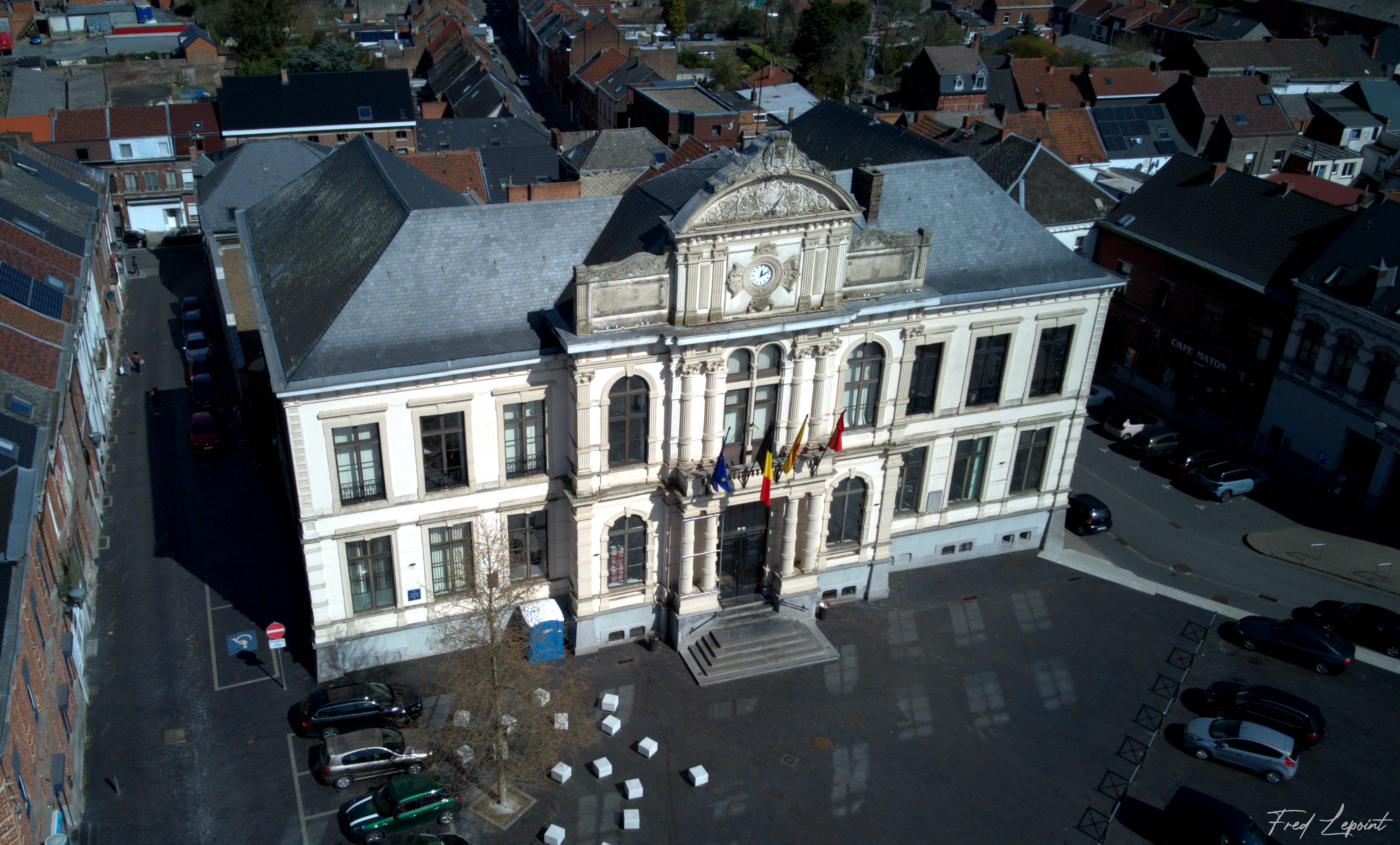
La Maison communale de Jemappes.

La Maison communale de Jemappes date de 1876. L'édifice a subi une restauration en 1920-1922 qui a été exécutée par l’architecte Emile Mahieu. À l’intérieur se trouvent cinq grands tableaux allégoriques (1921-1922), œuvre du peintre Fernand Allard l'Olivier. La dernière restauration date de 2009.

### Le salon communal
Après la Seconde Guerre mondiale, l’Administration communale envisage de créer un espace permettant d’accueillir les manifestations locales de tous genres. Les salles d’avant guerre avaient été vendues, étaient devenues vétustes ou simplement disparues. C’était le cas pour la Maison du Peuple, le Salon de l’Union, le Cercle Catholique, le cinéma Huart.
L’ancien salon Libéral (à côté de l’école industrielle communale) fut acquis car il était en vente et offrait, par sa situation centrale, sa superficie et sa très large ouverture à front de l’Avenue du Roi Albert, la possibilité de réaliser un complexe répondant aux besoins de l’époque.
Le projet du nouveau salon communal, conçu par les architectes Masquelier et Delferrière, comprenait une salle de bal, une salle de réunion, un local colombophile, un grand café, diverses annexes situées au sous-sol et une salle de spectacles de huit cents places. La construction du complexe, programmée en plusieurs phases fut entamée dès 1952 et l’ouverture du café et de la salle colombophile eut lieu en 1953.
L’ouverture du Salon proprement dit eut lieu en 1957 mais le théâtre ne fut pas terminé par manque de subsides, la phase terminale fut abandonnée après la fusion avec Mons.
Le premier bal organisé par les Gilles Commerçants le 24 décembre 1957 comptait neuf cents entrées et le second fut organisé pour le nouvel an 1957-58 par la Clique des Écoles communales de Jemappes et comptant alors 1 200 entrées. De grands orchestres à la mode y animèrent les diverses éditions du Plus Grand Bal du Borinage, le Grand Bal du 1er mai et autres manifestations dansantes.
Radio Hainaut y installa son plateau pour y produire l’émission Arc-en-Ciel, Jacques Brel fut invité pour la fancy-fair en 1958. Au début des années 1960, on y produisait des matchs de catch, la Foire Commerciale en 1974 au Foyer d’Actions Culturelles et Sportives (FACS).

#### Centre d'Accueil Local pour la Vie Associative
Le salon possède toujours deux salles de réception, la Redoute et la Rotonde (construction circulaire à dômes et à colonnes), le salon reste le lieu de prédilection des mouvements associatifs locaux. Devenu aujourd'hui Centre d'Accueil Local pour la Vie Associative, sa rénovation et le complet réaménagement de ses salles ont été entrepris en 2003. Dans le cadre de la rénovation urbaine et de la relance du commerce local, il est appelé à jouer un rôle essentiel et s’inscrit dans les projets d’avenir entrepris par la Ville de Mons par le biais du budget participatif et de la politique des grandes villes.

### La gare de Jemappes
La gare fut construite en 1898 ; sur la façade on remarque encore au-dessus de la porte à gauche et à droite de l’entrée principale, les deux écussons, deux lions qui tiennent un écusson plus petit qui représente la roue ailée (emblème de la Société nationale des chemins de fer belges) et au-dessous la lampe de mineur.

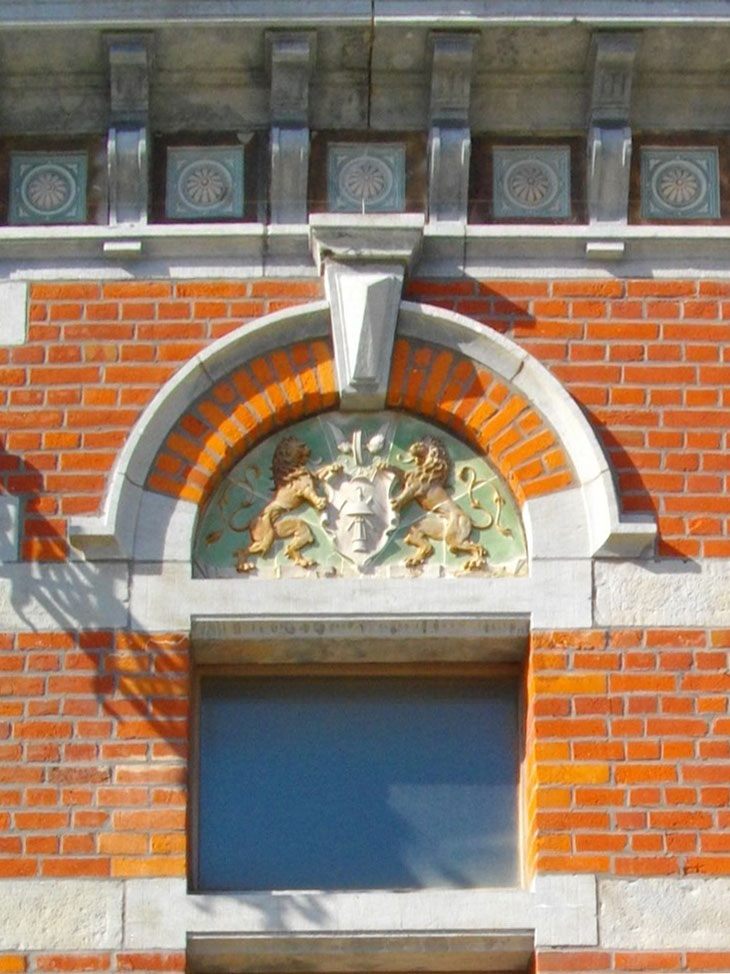
Détail de la façade de la gare.

Sur la droite de la gare, il y avait le bureau du télégraphe avec cette inscription « Télégraphe et Télégraaf » comme la plupart des gares de Belgique, utilisant les deux langues nationales.
La gare de Jemappes était une gare charbonnière, elle entretenait dès 1907, un trafic conséquent lié à l’extraction de la houille au puits 28 (voir Chronologie des charbonnages en Belgique), il existait aussi un faisceau de voies de triages actuellement disparu.
Lors de la Première Guerre mondiale, la gare fut bombardée et il y eut beaucoup de dégâts, en effet la gare de Jemappes se situe entre Bruxelles-Mons et Saint-Ghislain-Lille-France, et en 1944, les lignes principales furent bombardée à nouveau mais cette fois, la gare de Jemappes fut épargnée, c’est la gare de Saint-Ghislain qui fut entièrement détruite. 
Au XIXe siècle les wagons étaient tirés par des locomotives à vapeur et consommaient beaucoup de charbon, ensuite vint les locomotives « DIESEL » et actuellement c’est tout le réseau qui est électrifié et la technologie actuelle permet la construction de voie pour le THALYS.
Le 12 novembre 2001, le conseil communal avait voté les travaux de restauration de la gare de Jemappes. Les autorités communales, fortes d'un subside de plus d'un million d'euros, y créent une antenne décentralisée de police, font restaurer la salle d'attente et proposent d'y aménager un centre d'accueil. Le bâtiment neuf est inauguré en 2004.

### Signification des rues et places de Jemappes
Les odonymes de Jemappes rappellent les lieux ou événements suivant :
- Cité Morette : cité charbonnière exploitée par un certain monsieur Mourette,
- Place de la Citadelle: la Citadelle vient de la déformation du vocable Sainte Adèle .
- Place de la Perche, dite place de l’Happart : lieu de tir à la perche verticale, l’oiseau placé au sommet de la perche s’appelait tout simplement « Appaa ».
- Place de l'Attaque : place où eut lieu une échauffourée entre un détachement autrichien et une escouade franco-belge en 1792.
- Place Edouard Arcq : ancienne Place Mansart (exploitation agricole "Cinse Mansart"), elle salue un Résistant Jemappien de la Seconde Guerre mondiale, Edouard Arcq.
- Rue à Charrettes : vers la fin du 19e, des charrettes de charbon descendaient cette rue vers le canal de Mons à Condé.
- Rue Croisette, dite rue à l’Manique, au XVIIIe siècle, il y avait une manufacture de sel et plusieurs chemins s’y croisaient.
- Rue de la Gobeleterie : une ancienne gobeleterie était établie sur la rive droite du canal Mons Condé.
- Rue de la Quewette : en vieux français, la « quewette » signifiait le bout, donc la rue du bout du village.
- Rue de l'Heaume, anciennement Vieille rue de Valenciennes : c’était une rue où se trouvait l'Hostellerie de l’Heaume au XVe siècle
- Rue des Veuves : rue en hommage aux veuves des mineurs.
- Rue du 6-Novembre : date de la Bataille de Jemappes.
- Rue du Fort Mahon : dans cette rue, Il y avait un four à pain utilisé en coopérative géré par M. Mahon.
- Rue du Pont Beumier : au début du XXe siècle, Le brasseur Beumier était installé sur la rive droite de la Trouille près d’un pont qui sera détruit en 1918.
- Rue Louis Levêque, anciennement rue Du Moulin, surnommée rue Pepete.
- Rue Mac Donald, anciennement Rue de l’Homme de Fer, Chemin des Postes et Rue de Ghlin : cette rue aura finalement un nom d’enseigne que portait l'une de ses maisons.
- Rue Tierne-Saint-Hubert : le Tierne Saint Hubert était un petit tertre près de la Grand’Route ; une placette contiguë servait de lieu de palabres.
- Rue Tournante : nom donné à une rue qui tourne assez fort.
- Rue des Trois Hurées : la rue est située sur le tracé de 3 hurées (ruisselets d'eau provenant du rinçage à l'eau courant du charbon extrait des charbonnages en amont). La rue de l'Argilière pourrait être l'une de ces hurées.

### Les géants
Les géants de Jemappes qui déambulent lors des fêtes à Jemappes, ont été créés pour représenter la population au début du XIXe siècle. Dominique, le « chef de famille » est en costume de mineur et porte l'écharpe de maïeur avec le blason de Jemappes.
- Dominique

Le plus ancien géant d'osier est Dominique. Il est né en 1902 pour donner plus d'éclat au carnaval, 
À l'époque, le « Dominique » signifiait la paie du mois en raison de l'inscription sur les écus « domine salvum fac regem ».
c'est un géant classique supporté par un seul homme, construit d'abord en carton-pâte et ensuite en osier par l'atelier de vannerie de l'Institut des aveugles de Ghlin.
- Dominica

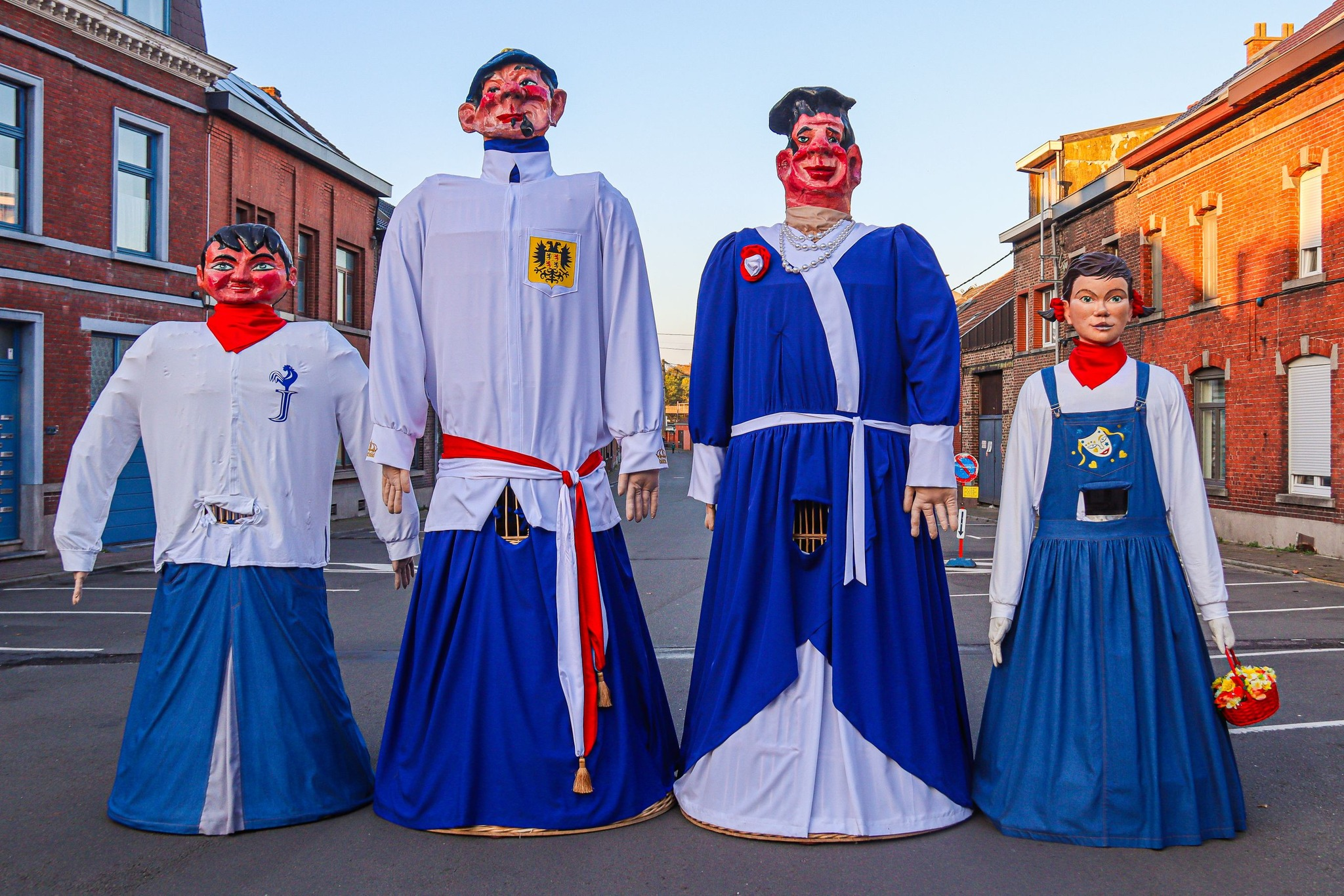
Les géants de Jemappes.

Après un énorme succès, les Jemappiens décident de marier Dominique avec Dominica en 1911 par un authentique contrat de mariage chez un notaire et entre dans la tradition. 
- Dominicus

C'est en 1913 que l'idée d'un nouveau-né germe sur la place communale et est aussi lancée l'idée de le nommer Dominicus.
- Dominicienne

Le 27 février 2006 sur la Place de Jéricho, en présence de son parrain Elio Di Rupo, Dominicienne, seul géant à ne pas avoir été fait d'osier, voit le jour lors du carnaval des enfants, Dominicus avait besoin d'une petite sœur.

### Le Carnaval
Avant 1902, le Comité des fêtes et l'administration communale organisaient tous les lundis gras, une cavalcade qui prit place ensuite le jour de Pâques. Néanmoins, la société de musique "La Concorde" prit la décision de maintenir le carnaval traditionnel du lundi gras. 
Dès lors le jour du carnaval des enfants, les géants, les majorettes, la clique et les sociétés de gilles sortent, pour ces derniers, c'est leur première soumonce générale. La dernière a lieu une semaine avant le dimanche des Rameaux. Les gilles Commerçants sortent une troisième fois, entre les deux soumonces officielles, les autres sociétés de gilles et de fantaisies ont des soumonces complémentaires également.

### La Cavalcade de Jemappes.
La Cavalcade de Jemappes est une manifestation folklorique propre à la ville de Jemappes et fondée le 30 mars 1862 par la société Saint-Éloi pour créer un cortège folklorique et religieux dans le but de récolter des fonds pour aider les démunis. C'est en 1880 que l'aspect religieux disparu et laissa place à la cavalcade proprement dite (on l'appelle « cavalcade » car il y avait des centaines de chevaux à l'époque). En 1902, un groupe de quatre cents figurants représenta la guerre des anglais et des Boers, des canons, tirés par des chevaux, lançaient des oranges et quatre ans plus tard, la fête se déroulait alors le lundi de Pâques et un programme imprimé par les établissements dans la localité, avait été mis en vente au profit des pauvres, au prix de dix centimes.
L'extinction des chevaux dans la ville a amené les organisateurs à modifier le défilé et c'est à cette époque que se sont constitués les groupes de gilles et de musique ainsi que l'apparition du géant Dominique. Actuellement[Quand ?], les festivités s'étendent sur trois jours, Le dimanche de Pâques (sortie en travesti), le lundi de la Cavalcade suivie des groupes de gilles et le mardi suivant (jour du brûlage des bosses).
En 2006, Jemappes a fêté la centième édition de la Cavalcade (et non son centenaire) lors d'une manifestation enrichie par des dizaines de groupes en tous genres et des chars élaborés par les Passeurs de Rêves et l'école de promotion sociale, cette manifestation sera coordonnée jusqu'en 2009 par Yves Coumans, le réalisateur de la Zinneke Parade de Bruxelles.
Depuis 2010, la Cavalcade est réalisée par la Compagnie Enchantée sous la direction de Julien Vanbreuseghem.

#### Les participants
- Les Géants de Jemappes.
- La clique de Jemappes.

Fondée par l’Amicale des Anciens Élèves des Écoles Communales de Jemappes, la Clique effectua sa première sortie officielle le 3 juillet 1949. La jeune société musicale comptant plus de 100 jeunes musiciens se produisait à l'époque dans le Borinage, aux quatre coins de la Belgique et à l'exposition universelle de Bruxelles en 1958. Appelée à se produire en France, elle y recueillit de forts nombreux succès.
- Les majorettes de Jemappes.

En 1968, La Clique de Jemappes est complétée par un groupe de majorettes, une vingtaine de jeunes filles qui ont collaboré à tous les grands événements locaux tels que le jumelage avec Briare, le 200e anniversaire de la Bataille de Jemappes et d'autres manifestations patriotiques.
- Les écuries du Levant (écuries et cavaliers de Cuesmes).
- Les FPS (Les femmes prévoyantes socialistes).
- Les Z'ateliers du Centre Multi Activité de Jemappes.
- Miss Jemappes en Cavalcade.

Concours de beauté créé lors de la 100e Cavalcade, Élection toujours en activité dont la lauréate et ses dauphines sont présentes lors du cortège.
- La Féerie de Jemappes (anciennement Mini Miss Jemappes en Carnaval).

##### Les Sociétés de fantaisies
Il n'y a plus actuellement de Société de fantaisie à Jemappes.
Il faut cependant citer les Sociétés de fantaisie qui ont existé mais qui ont disparu depuis (non-exhaustif) :
- L'ASBL Récré-Action ;
- Les sorcières de l'Appart ;
- Les Amies Réunies ;
- Les Pierrots ;
- Les Chipies (société de femmes apparue pour la dernière fois en 2006) ;
- Les Joyeux Jemappiens ;

##### Les Sociétés de Gilles
Jemappes a connu plus d'une Société de Gilles au cours de l'histoire de sa cavalcade (voir plus bas). 
Les Sociétés de Gilles qui participent actuellement à la Cavalcade par ordre d'ancienneté sont : 
- La Société Royale des Gilles de Jemappes Société formée en 1921, aka les Gilles « Cagnots » car leur local se situe alors au café Monile dit Cagnot. Habillement de Société (soumonce) : pantalon et chemise blancs, béret et cravate rouge, sabots.  Les commissaires revêtent le sarrau bleu. Habillement de cavalcade : costume traditionnel du Gille.
- La Société Royale " Les Gilles Commerçants" de Jemappes  Société formée en 1946 par des commerçants de Jemappes, première cavalcade en 1947. Habillement de Société (soumonce) : pantalon foncé, chemise blanche, cravate jaune, domino noir a capuche jaune et ceinture à floches jaunes, chéchia rouge, sabots.  Les commissaires revêtent l'habillement de la Société avec chaussures. Habillement de cavalcade : costume traditionnel du Gille.
- Les Cadets Gilles Jemappiens, société Royale Société formée en 1964, première cavalcade en 1965 - A l'origine, pour les enfants de la Société susnommée " Les Gilles Commerçants" de Jemappes. Habillement de Société (soumonce) : pantalon foncé, chemise blanche, cravate noire, domino noir à capuche bleue et ceinture à floches bleues, casquette "bretonne" noire, sabots.  Les commissaires revêtent l'habillement de la Société avec chaussures et gants blancs. Habillement de cavalcade : costume traditionnel du Gille.
- Gilles "Les Copains" de Jemappes Société formée en 1993, première cavalcade en 1994. Habillement de Société (soumonce) : pantalon jean's, sous-pull blanc, sarrau bleu court et ceinture à floches blanches, Calot "militaire" bleu à floche blanche, sabots.  Les commissaires revêtent l'habillement de la Société avec chaussures. Habillement de cavalcade : costume traditionnel du Gille.
- Les Bons Vivants Jemappiens Société formée en 2000, première cavalcade en 2001. Habillement de Société (soumonce) : pantalon jean's, sarrau bleu long, mouchoir de cou de mineur rouge et blanc, casquette "bretonne" noire, chaussures.  Les commissaires revêtent l'habillement de la Société avec chaussures. Habillement de cavalcade : costume traditionnel du Gille.
- Les Paysans et Paysannes Jemappiens Société formée en 2017, première cavalcade en 2018 - Anciennement " Les Joyeux Jemappiens " (groupe de fantaisie). Habillement de Société (soumonce) : pantalon jean's, sarrau bleu long, mouchoir de cou blanc, casquette "bretonne" noire, gants blancs, chaussures.  Les commissaires revêtent l'habillement de la Société avec chaussures. Habillement de cavalcade : costume traditionnel du Paysan.

Il faut aussi citer les sociétés de gilles qui ont existé mais qui ont disparu depuis (non-exhaustif) :
- Les Paysans (groupe formé dans les années 2000 et dissout en 2007) ;
- Les Marins (créé dans les années 1990) ;
- Les Arlequins ;

#### Les festivités
- Le Dimanche des Rameaux.

14h00 Sortie des Sociétés de Gilles et Sociétés de Fantaisie en tenues travesties.
21h30 Cortège nocturne avec feux de Bengale.
22h30 Rondeau et feu d'artifice.
- Le lundi de Pâques (Jour du gille et de la cavalcade)[39].

10h30 Rondeau des Sociétés de Gilles.
15h00 Parade - Grand cortège carnavalesque.
16h00 Cavalcade - Départ du cortège des Sociétés de Gilles et des Sociétés de fantaisie.
17h00 Parade finale des chars, fanfares et chevaux.
19h00 Parade des Sociétés de Gilles sur la Grand Place, appelée "rondeau à oranges".
21h30 Cortège nocturne avec feux de Bengale.
22h30 Rondeau final des Sociétés locales et feu d'artifice de clôture.
- Le mardi, le "raclot" ou "la dernière sortie"

10h00 Sortie des Sociétés locales en tenue burlesque, en musique de fantaisie ou viole de Binche.
22h00 Brûlage des bosses par les Gilles « Cagnots » sur la Grand Place.
23h00 Brûlage du Gille par les Cadets Gilles sur la Grand Place.
02h00 Les Gilles Commerçants finissent le carnaval en dansant les « pierrots » dans leur local.

#### À propos de la Cavalcade
- Après une période sombre, la cavalcade a connu une bienfaitrice renaissance grâce à son 100e anniversaire (2006), sous l'impulsion de la ville de Mons et d'une équipe dynamique.
- C'est le Comité Carnavalcade qui a repris l'organisation des manifestations.
- Sous l'impulsion de l'UCI, union des commerçants et indépendants de Jemappes, la confrérie des Capitaines et Dames de Place (nouveauté qui reprend en fait une vieille tradition), anime l'après-midi du samedi de Pâques en se déplaçant dans toute la ville en musique et tirant des coups de canon. Il s'agit d'ailleurs du nom de la boisson qu'ils offrent à goûter. Ils sont habillés en tricorne et jaquette ou en cantinières, fidèles aux costumes de la « bataille de Jemmapes ».

## Galerie

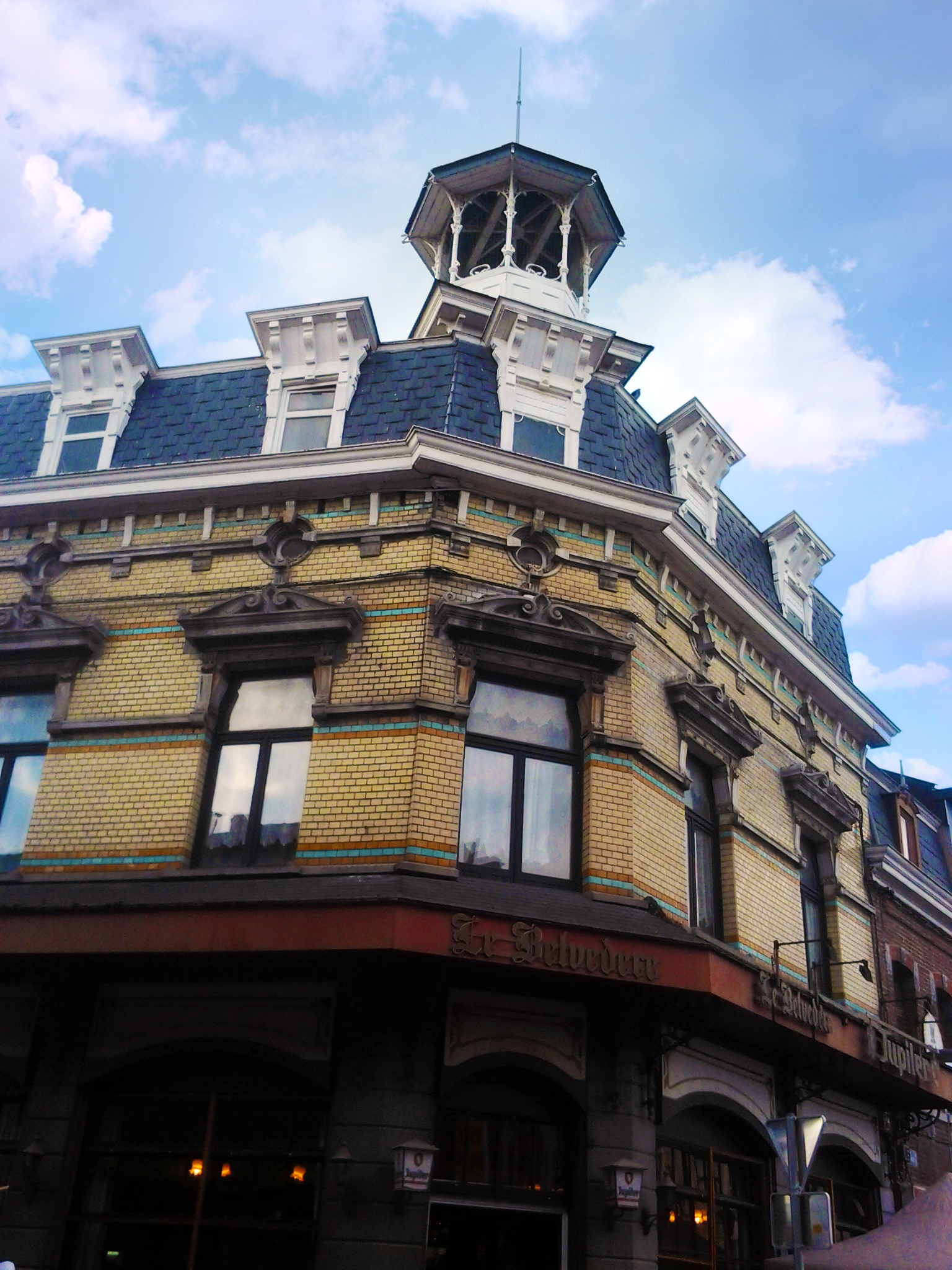
Façade du café "Le Belvédère" sur la place de Jemappes.
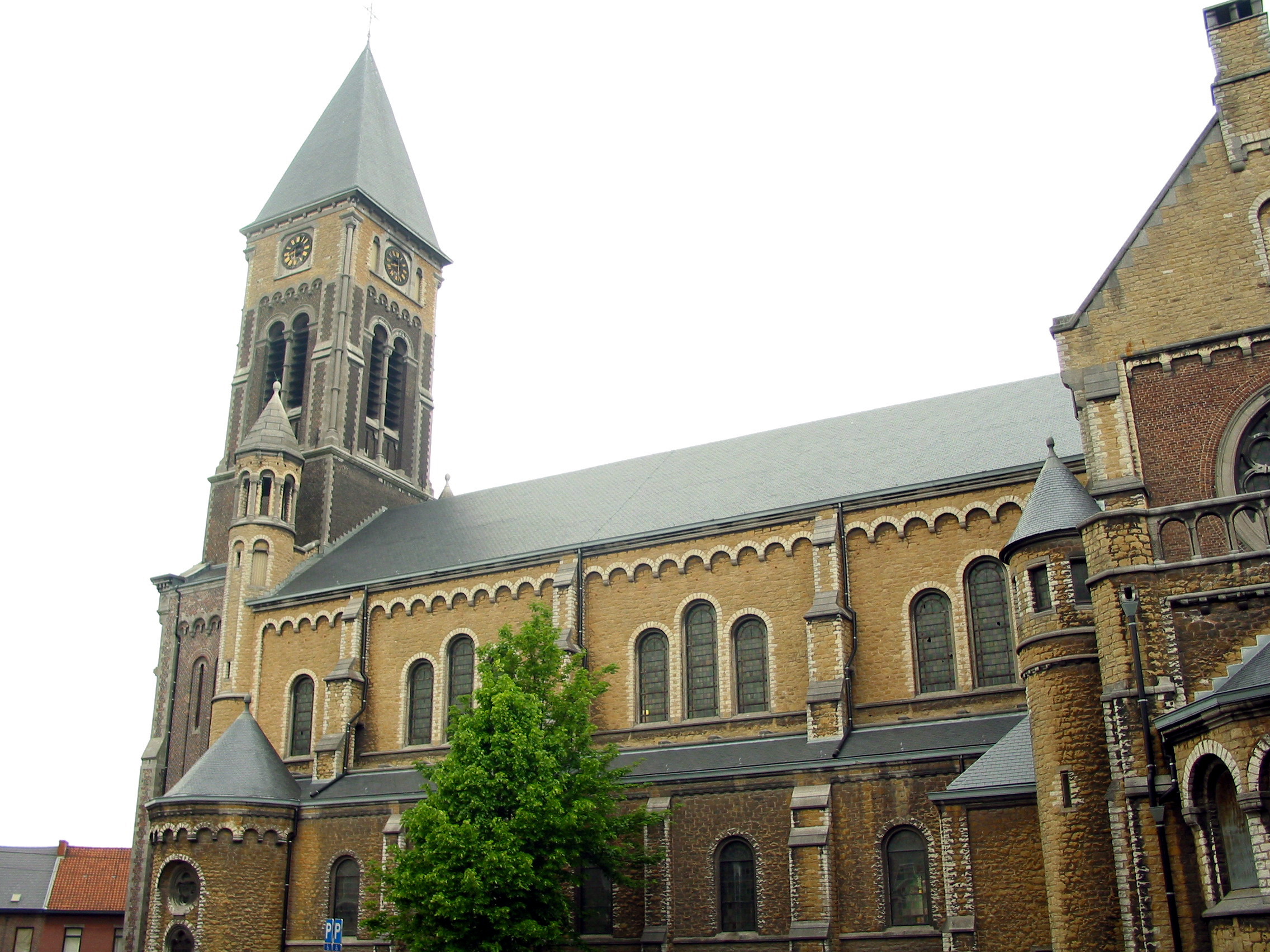
L'église Saint-Martin (2005).
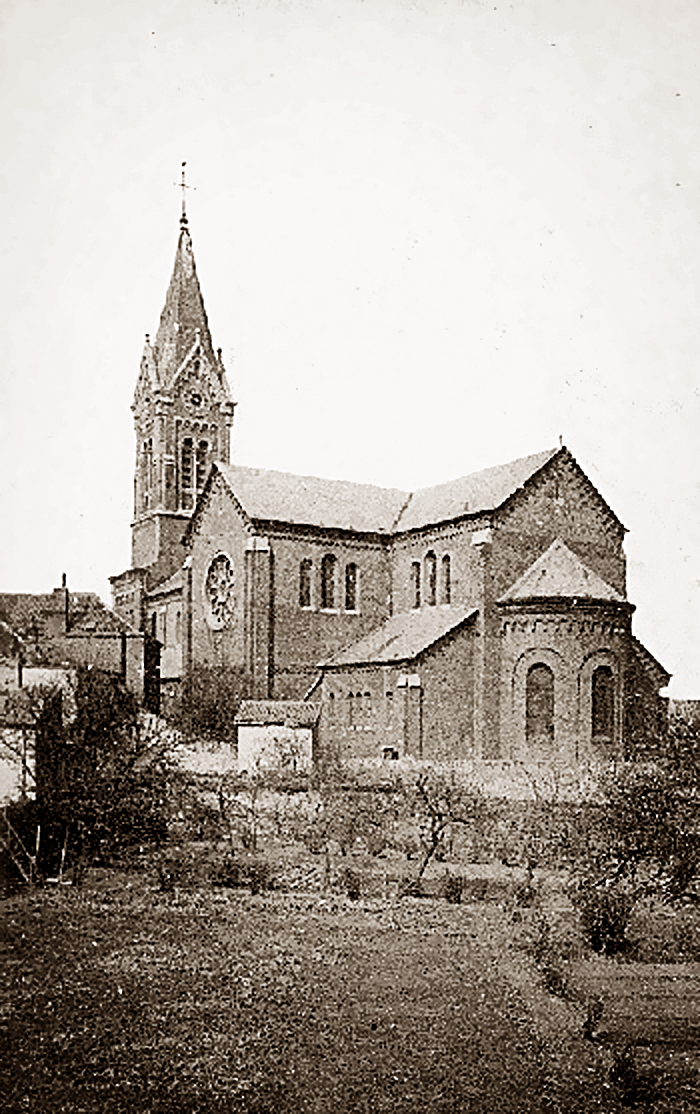
L'église Saint-Martin avant l'incendie de 1914 restaurée en 1863 par Jules-Jacques Van Ysendyck.
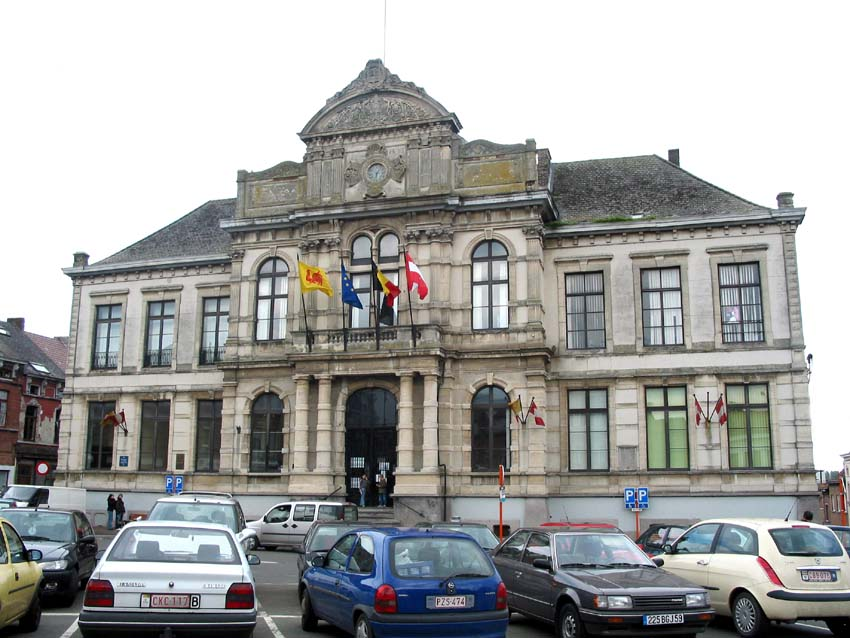
La maison communale en 2005 (avant sa rénovation en 2009).
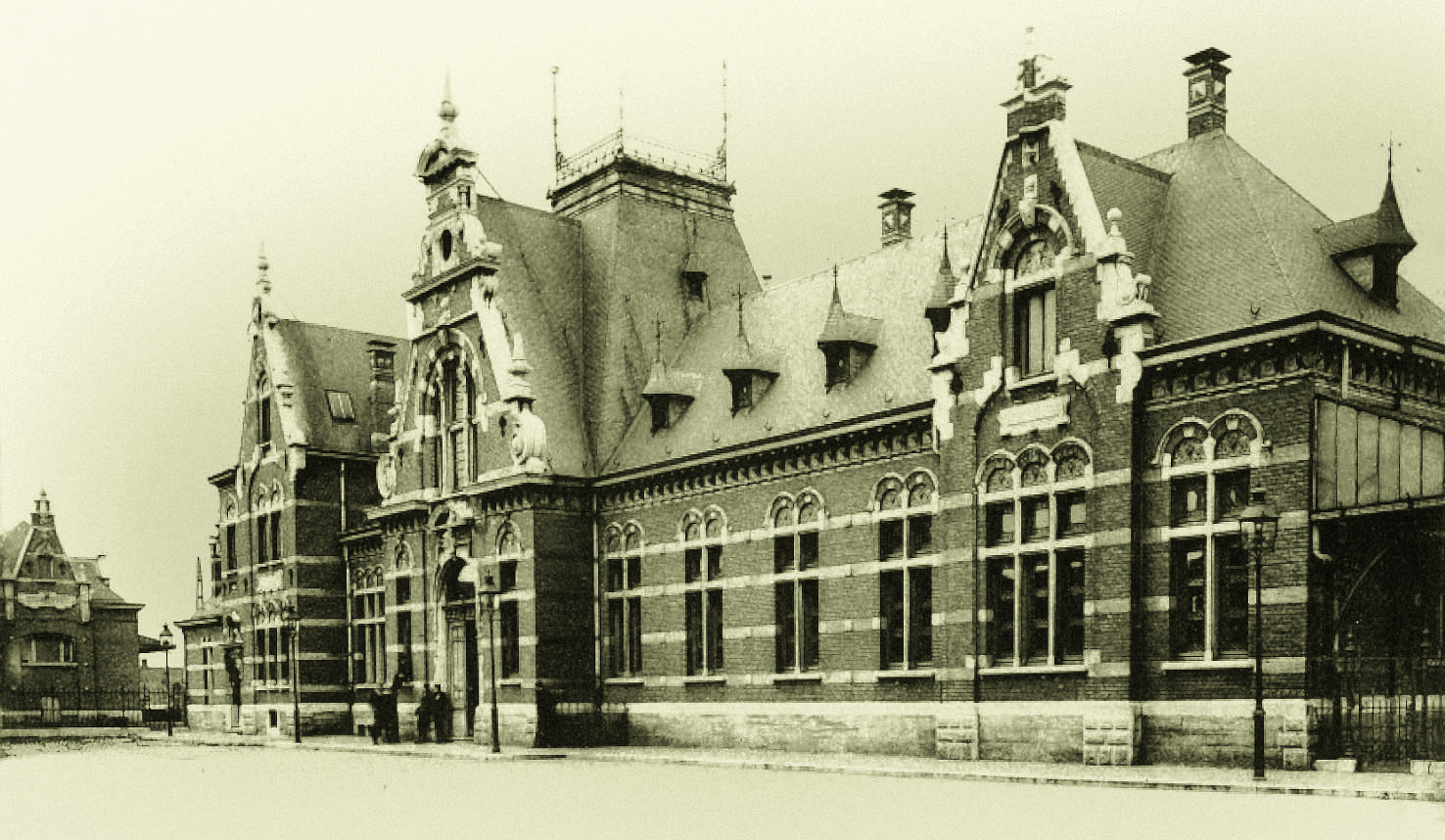
Gare de Jemappes en 1904.

## Notoriété
- Dans les Lettres de mon moulin, Alphonse Daudet, évoquant le moulin de Valmy, le nomme par erreur « moulin de Jemmapes ». Est-ce vraiment une erreur ? À Paris, les quai de Jemmapes et quai de Valmy se font face de part et d'autre du canal Saint-Martin.
- Dans le film Les Anges gardiens de Jean-Marie Poiré, Gérard Depardieu et Christian Clavier doivent se rendre à Jemappes. Les scènes correspondantes seront toutefois filmées ailleurs.
- En 1946, l'acteur Fernandel fut président d'honneur de l'Athlétic Club Jemappien ; il confia au secrétaire lors de sa visite au Ciné-Théâtre Palace : « Moi qui suis marseillais, ancien employé de banque, vous voulez que je marche et gagne la bataille de Jemappes avec mes vieilles bottines. »[réf. nécessaire].
- Le poète et plasticien Claude Haumont est né à Jemappes, le 21 juin 1936.

## Jumelage

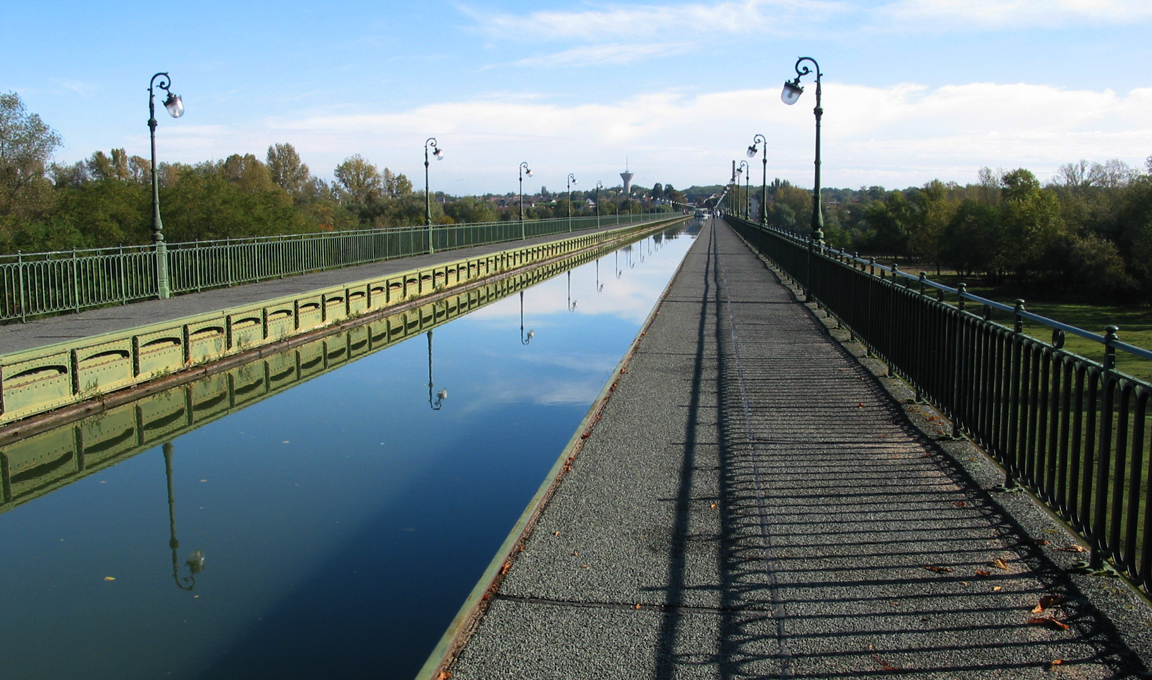
Le pont-canal de Briare

Jemappes est jumelée avec la commune française de Briare, au bord de la Loire (région Centre). Point commun : les deux communes possèdent un « pont-canal ». Le pont-canal de Briare a été inscrit monument historique par arrêté du 12 mai 1976.
Le 50e anniversaire de ce jumelage s'est fêté en 2011.

## Enseignement
Dès la fin de la première moitié du XIXe siècle, l'enseignement à Jemappes est marqué par l'implantation de deux grandes institutions scolaires libres qui étaient dirigées par les frères des Écoles Chrétiennes et les Sœurs de Notre-Dame de Namur. C'est vers 1921 qu'apparu l’École moyenne de l'état, l'établissement instaurant l'enseignement laïc pour la première fois dans la commune.
- Institut Notre-Dame : enseignement catholique primaire et maternel.
- Institut Saint-Ferdinand : enseignement catholique secondaire et primaire.
- Athénée royal de Jemappes : enseignement communal.
- École fondamentale Robert André : enseignement communal.
- École Notre-Dame : enseignement catholique maternel.
- École de la Place de la Citadelle : enseignement communal maternel.
- École Henri Pohl : enseignement communal primaire et maternel.
- IEPSCF Jemappes: enseignement professionnel.
- École Félix Reghem : enseignement maternel.

## Personnalités liées à la commune

### Naissance à Jemappes
- Marguerite Tiste, (1648-1671) condamnée pour sorcellerie, une demande de réhabilitation est introduite en 2014.
- Léon Gabriel Camille Lecreps, homme politique belge né à Jemappes, le 17 mai 1809.
- Florimond Hankar, militaire, financier et assureur né à Jemappes, le 25 septembre 1861.
- Gustave Debersé, homme politique né à Jemappes, le 15 août 1874.
- Oscar Doublet, homme politique du Parti Ouvrier Belge né à Jemappes en 1874.
- Georges-Émile Lebacq, peintre né à Jemappes, le 26 septembre 1876
- Edmond Kinds écrivain et dramaturge né à Jemappes, le 11 avril 1907.
- Fernand Honoré, Boxeur[41] né à Jemappes, le 30 octobre 1920.
- Jean-Marie Buchet, cinéaste né à Jemappes, le 24 février 1938.
- José Fontaine, journaliste et militant autonomiste wallon né à Jemappes, le 28 juin 1946.
- René Sterne, auteur de bande dessinée né à Jemappes, le 25 août 1952.
- Jacqueline Ghevaert-Croquet , femme politique belge francophone, membre du Mouvement Réformateur née à Jemappes, le 7 février 1955.
- Véronique Massonneau, députée de l'Assemblée nationale de la République française née à Jemappes, le 17 juillet 1959.

### Personnalités liées à Jemappes
- Salvatore Adamo, chanteur né à Comiso le 1er novembre 1943 ayant vécu à Jemappes.
- Raoul Delgrange, premier président de la fédération nationale des patros.
- François Pirette (de son vrai nom Thierry Van Cauberg), humoriste né à Flénu le 7 février 1963 ayant vécu à Jemappes.
- Henri Tournelle, dramaturge né à Quaregnon le 1er juillet 1893 ayant vécu à Jemappes.
- Marouane Fellaini, , footballeur né à Etterbeek le 22 novembre 1987 ayant poursuivi des études à Jemappes.
- Albert Stévaux, prêtre belge né à La Chapelle-Baloue le 22 mai 1915 ayant été vicaire à Jemappes.
- Franco Seminara, homme politique né le 18 janvier 1958 ayant poursuivi des études à Jemappes.
- Franc-Borégne, écrivain et auteur dramatique né à Quaregnon le 19 janvier 1902 ayant vécu à Jemappes.